# Diskette

Teile einer 3,5″-Diskette:
1. HD-Erkennung
2. Drehlager
3. Schutzblende
4. Gehäuse aus Kunststoff
5. Ring aus Teflon-beschichtetem Papier
6. Magnetscheibe
7. Disk-Sektor (Element der internen Datenstruktur, nicht visuell wahrnehmbar)
8. Schreibschutzschieber

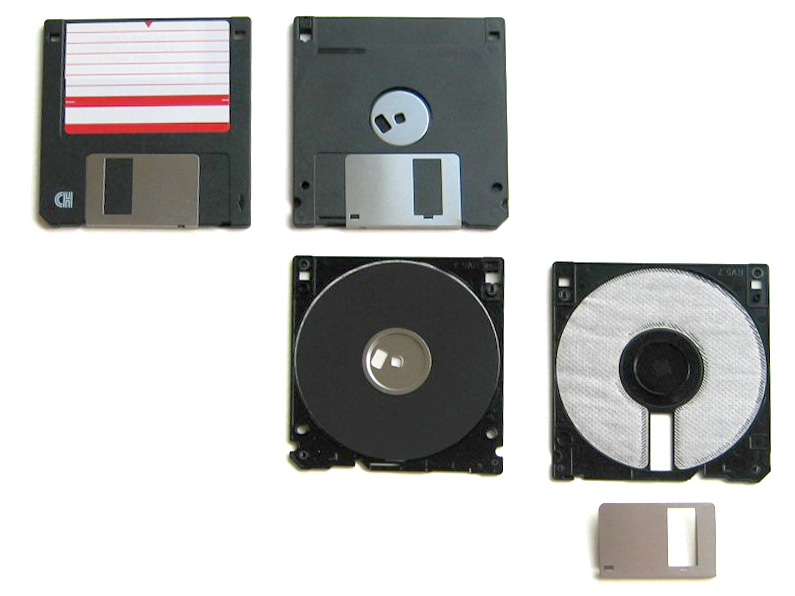
3,5″-Diskette Vorder- und Rückseite, sowie Innenseite

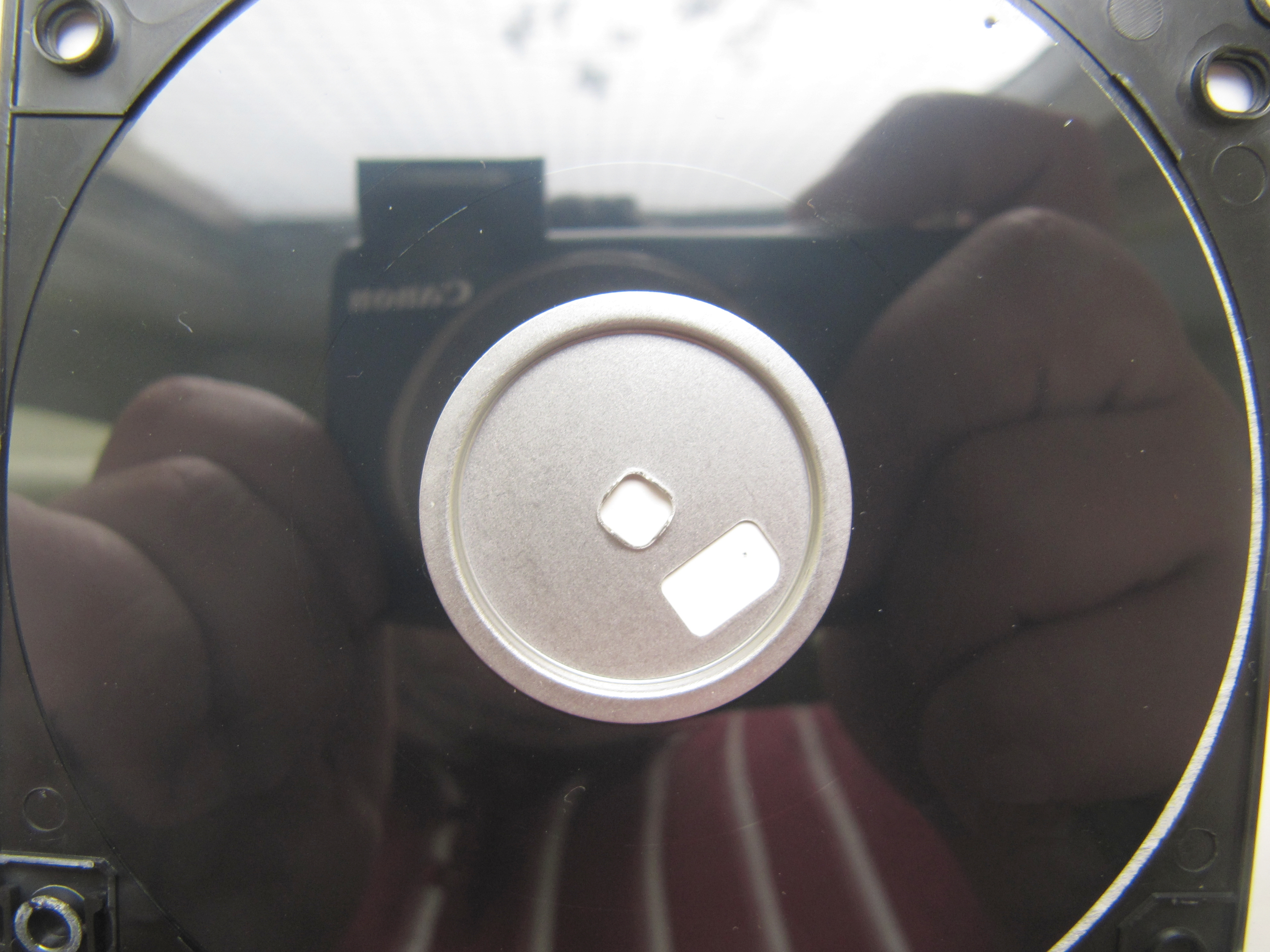
Datenträger einer 3,5″-Diskette

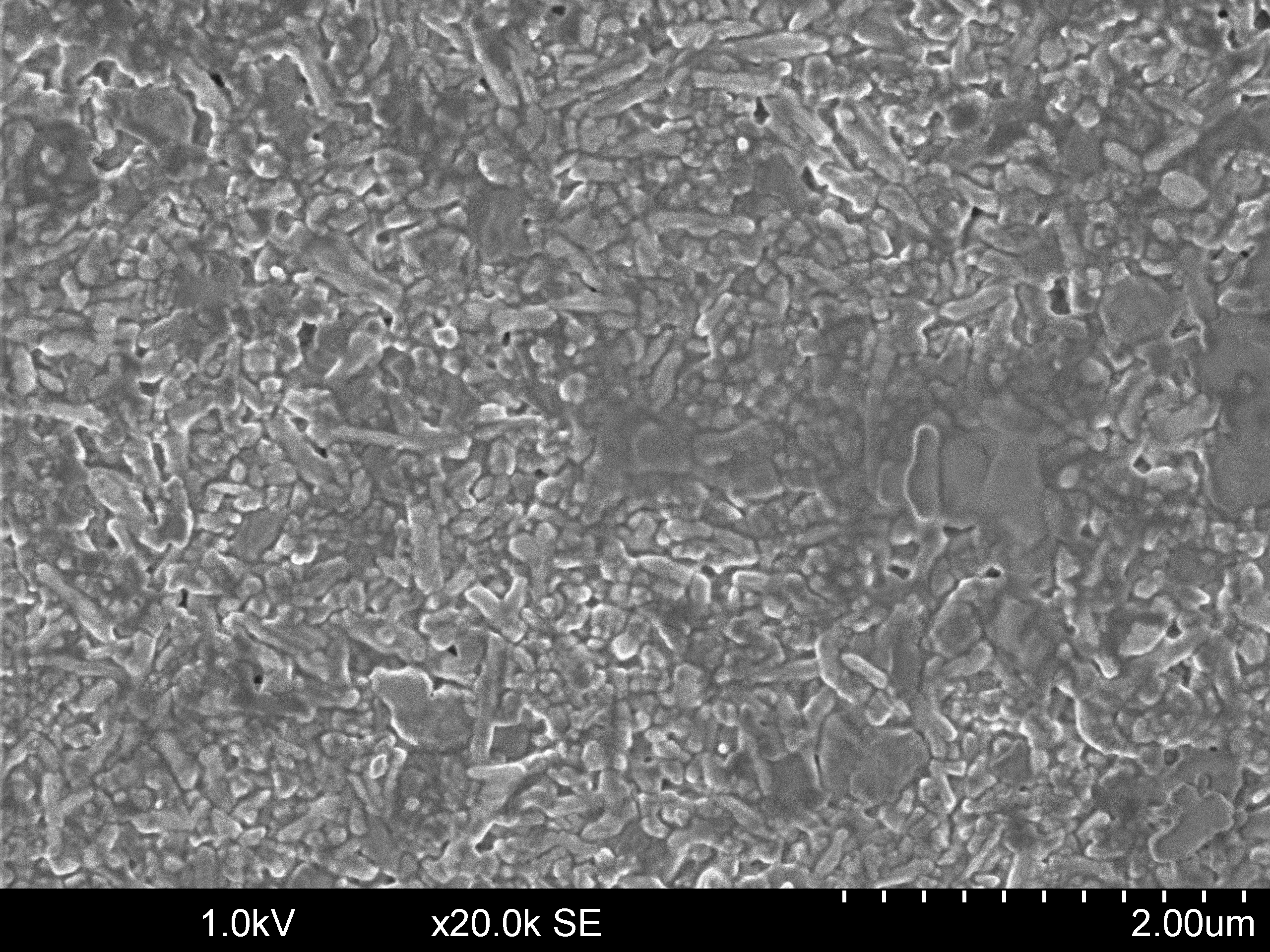
Rasterelektronenmikroskop-Aufnahme der magnetisierbaren Oberfläche, 20.000-fach vergrößert

Eine Diskette ist ein magnetischer Datenträger. Sein Grundbestandteil ist eine dünne, biegsame Kunststoffscheibe aus boPET. Diese ist mit einem magnetisierbaren Material beschichtet, meist Eisenoxid, dessen Speicherprinzip dem der Festplatte ähnelt. Anfangs nur von einer quadratischen Papphülle mit Lesefenster umschlossen, sind spätere Datenträger (ab 3,5″) durch ein festes Kunststoffgehäuse mit Fensterverschluss besser geschützt. Die englische Bezeichnung „floppy disk“ oder kurz Floppy, was im Deutschen etwa „wabbeliger Scheibe“ entspricht, beruht auf der flexiblen Eigenschaft des Speichermediums, im Gegensatz zur hard disk („feste Scheibe“) eines Festplattenlaufwerkes (englisch hard disk drive).
Im Unterschied zur Festplatte schleift der Magnetkopf (Schreib-Lese-Kopf) bei einer Diskette direkt auf der beschichteten magnetisierbaren Oberfläche, was mit der Zeit zu deutlichem Abrieb führt und die dauerhafte Verwendbarkeit von Disketten stark einschränkt. Außerdem schleift die Magnetscheibe auch direkt an der umgebenden, fest im Laufwerk liegenden Hülle. Daher wird diese Hülle auf der Innenseite mit Teflon-beschichtetem (oder ähnlichem) Gewebe ausgestattet, um die Reibung zu minimieren.

## Eigenschaften

### Formate

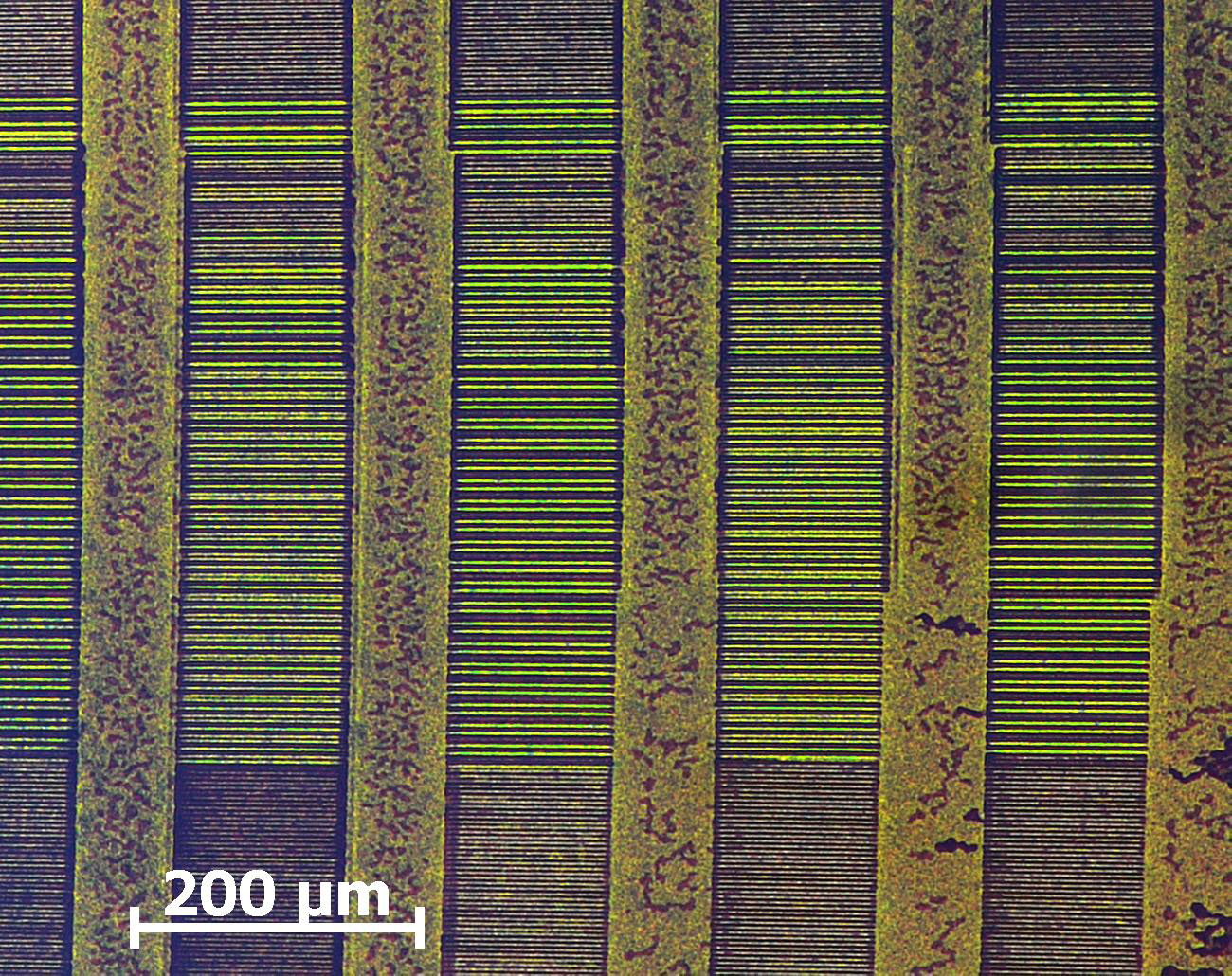
Magnetooptische Visualisierung magnetisch gespeicherter Informationen einer Floppy Diskette

Das Format (im Sinne von physischer Größe) von Disketten wird vor allem in Zoll (″) angegeben; gebräuchliche Größen waren und sind:
- 8″ (eigentlich 200 mm) mit 180 KiB[1] bei Disketten – das ursprüngliche Diskettenformat von IBM als Ersatz für unhandliche Lochkartenstapel, später mit bis zu 1 MiB
- 5,25″ bzw. 5¼″ (eigentlich 130 mm) mit 80 bis 1200 KiB (160 KiB beim ersten IBM PC)
- 3,5″ bzw. 3½″ (eigentlich 90 mm) mit 360 bis 1440 KiB ≈ 1,4 MiB (HD-Disketten, zuletzt Standardformat vieler Systeme), selten bis zu 3520 KiB ≈ 3,4 MiB (ED-Disketten mit 44 Sektoren formatiert). Die Kunststoffhülle ist 90 mm breit, 94 mm lang und 3,3 mm hoch.
- 3″ (eigentlich 80 mm) mit 180 KiB pro Seite (u. a. Schneider/Amstrad CPC, Joyce und Oric Atmos)
- 2″ für Video Floppy eingeführt mit der Sony-Mavica-Digitalkamera
- 2″ für Zenith minisPORT (793 KiB, doppelseitig, double-density, 80 Spuren, 245 tpi, Medium: Fujifilm LT-1)[2]. Aufgrund des hohen Preises (80 $ für 10 Stück) wenig verbreitet.

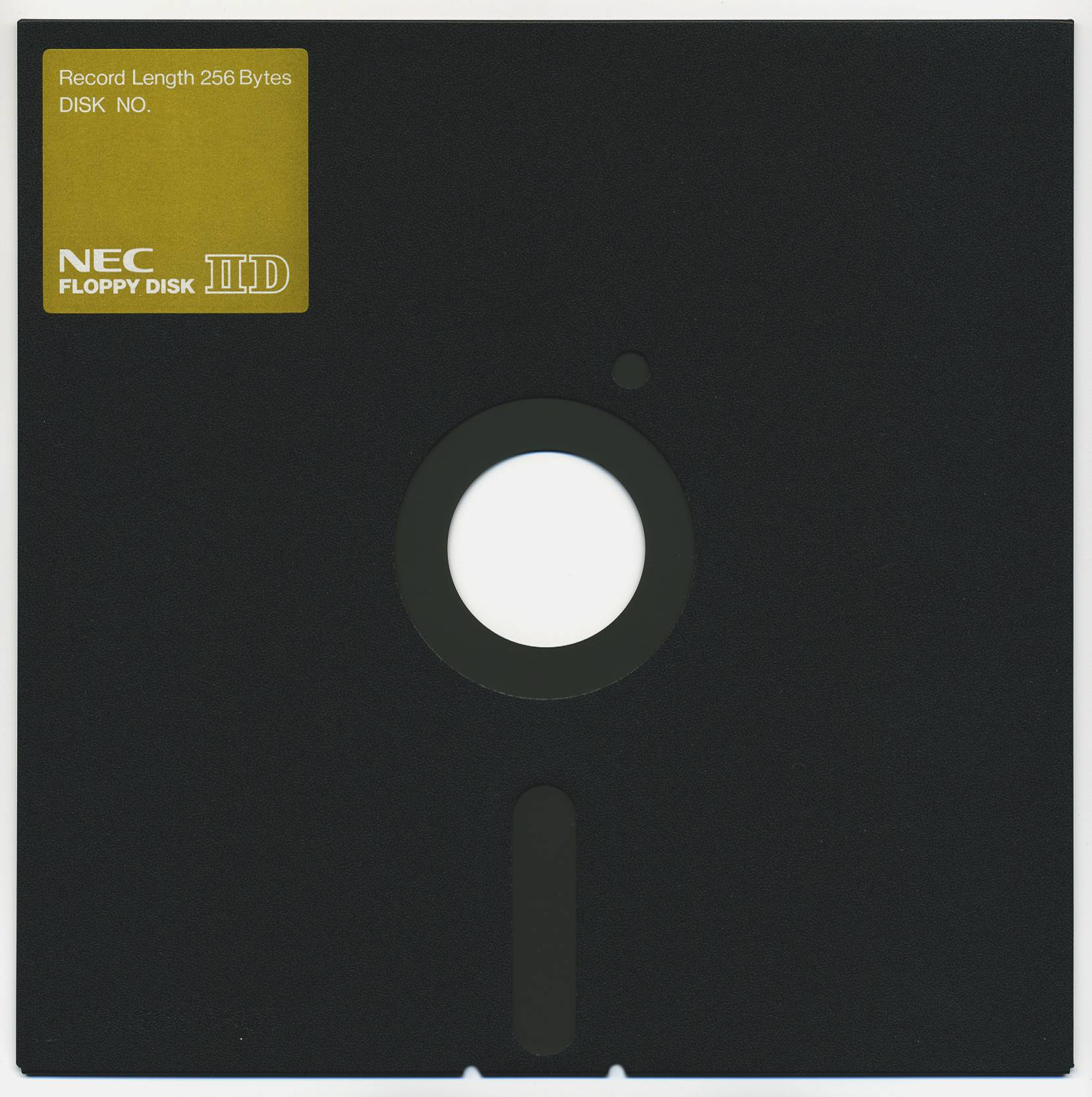
8″-Diskette
- Diverse 5¼-Zoll „Floppy-Disks“ (frühe 1980er Jahre)
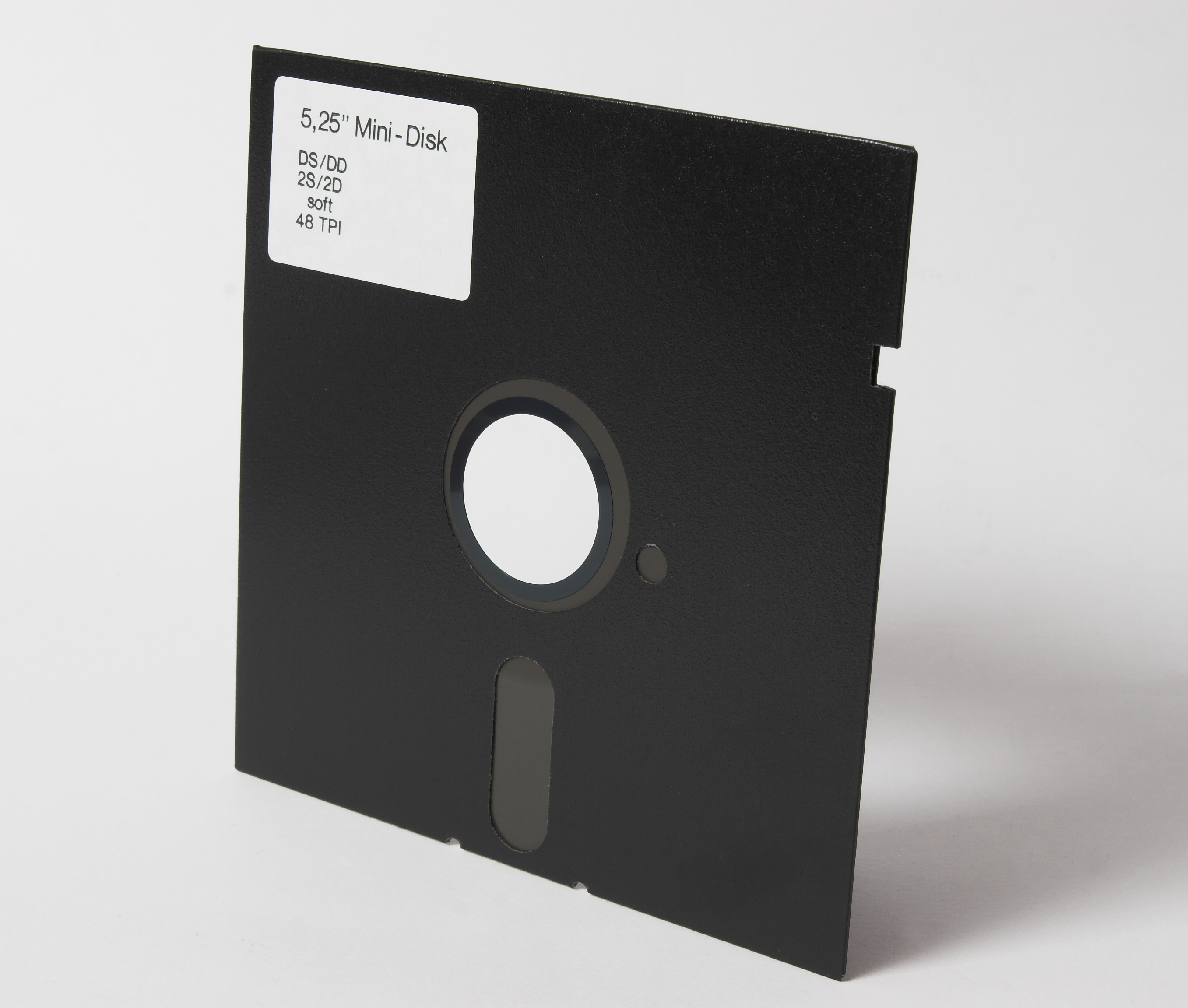
5,25″-Diskette
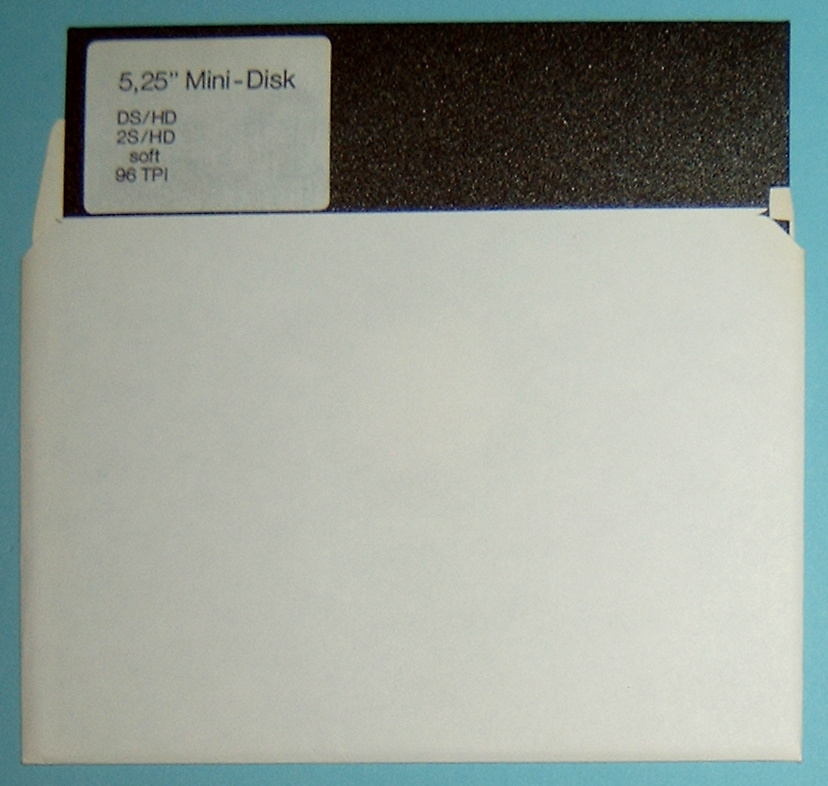
5,25″-Diskette in ihrer Tasche
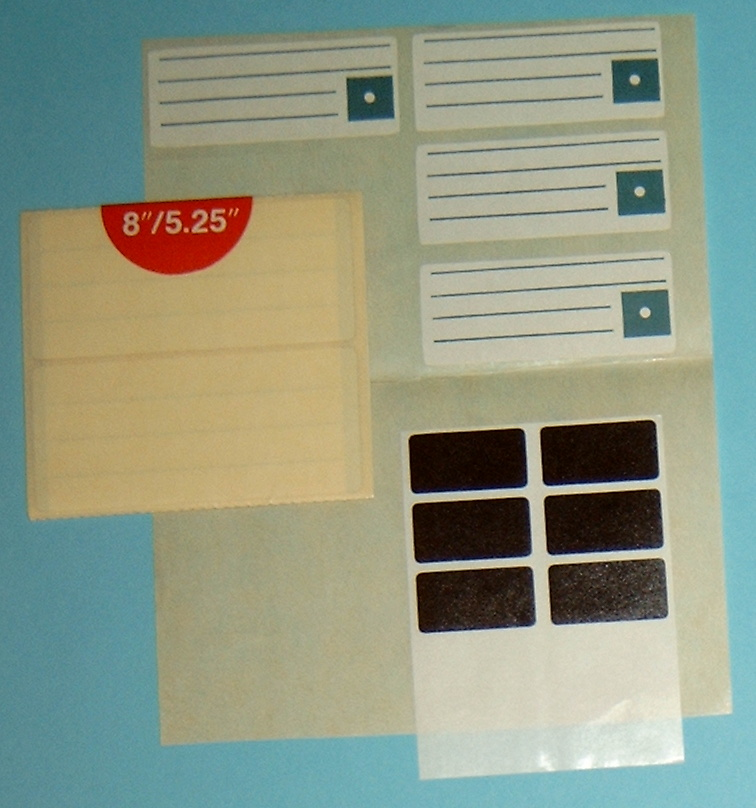
Beschriftungsetiketten und Schreibschutzaufkleber (schwarz) für 8″- und 5,25″-Disketten
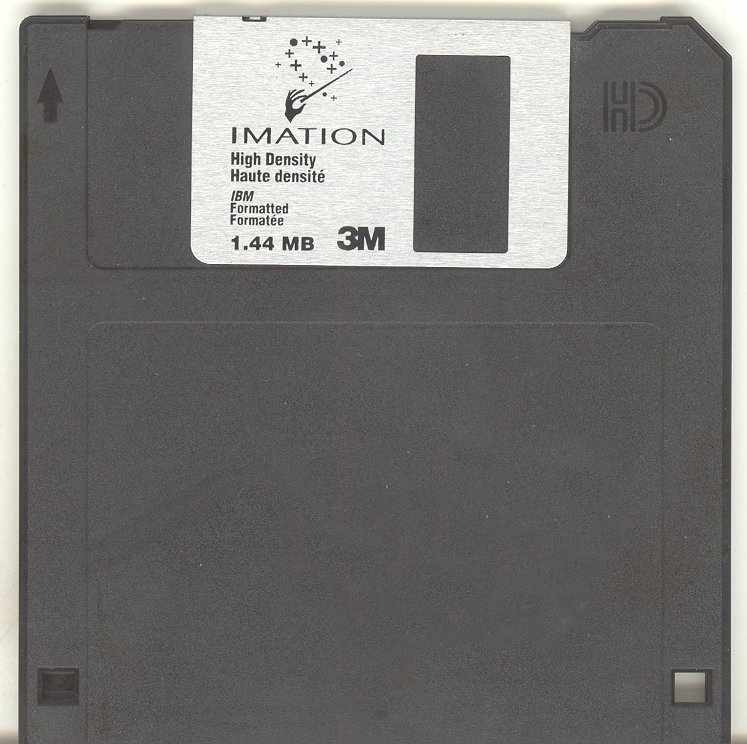
3,5″-Diskette
- Diverse 3½-Zoll-Disketten (späte 1980er Jahre)
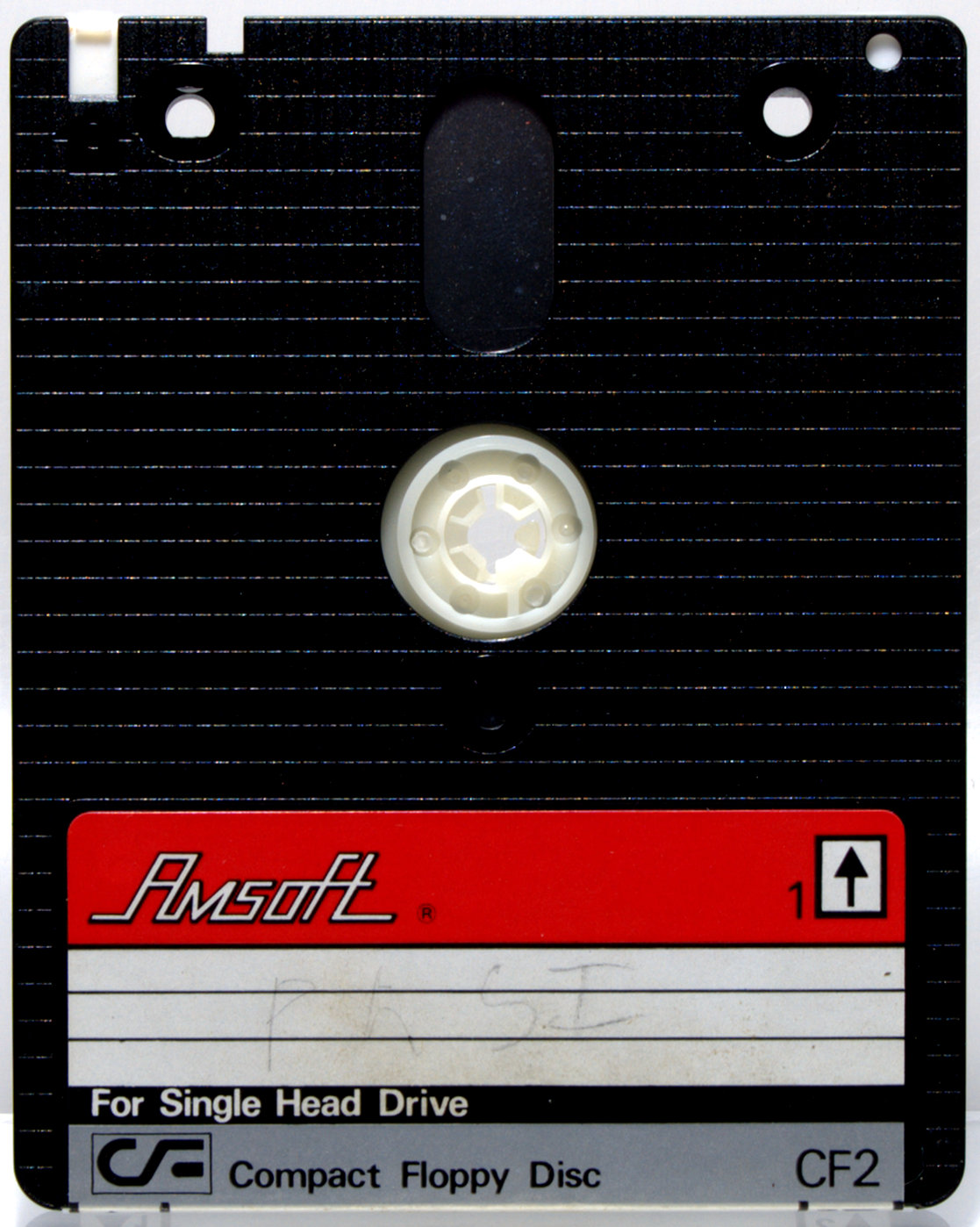
3″-Diskette

Darüber hinaus wurden noch andere Größen entwickelt, wie 3,25″ und 2″, diese konnten sich allerdings nicht durchsetzen. Eine Ausnahme war die von Sony entwickelte Video Floppy im 2″-Format, die unter anderem in der analogen Urversion der Sony-Mavica-Fotoapparate sowie in Still-Video-Kameras verwendet wurden.

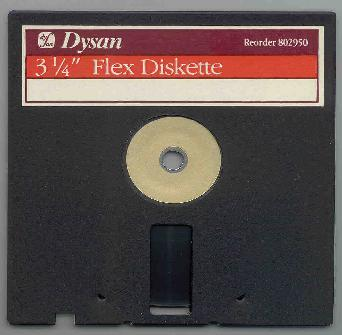
3,25″-Diskette (sog. "Drivette") von Tabor/Dysan (nur in Seequa Chameleon 325 Portable und einer General Scientific Corporation PDP-11/23 Workstation verwendet)
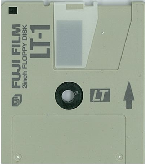
2″-Diskette für das LT-1-Format (wurde nur vom Zenith minisPORT verwendet)
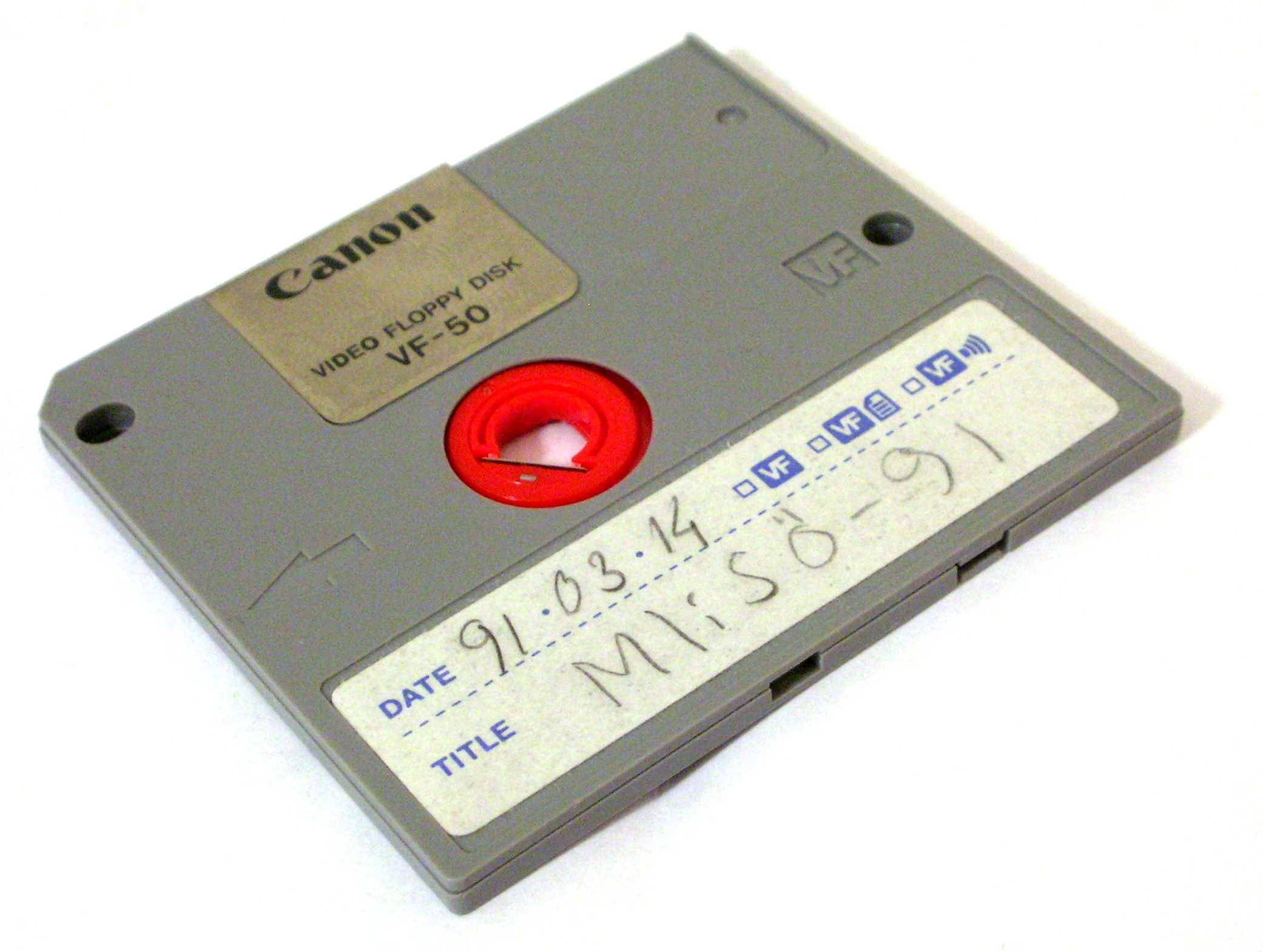
2″-Video Floppy von Canon
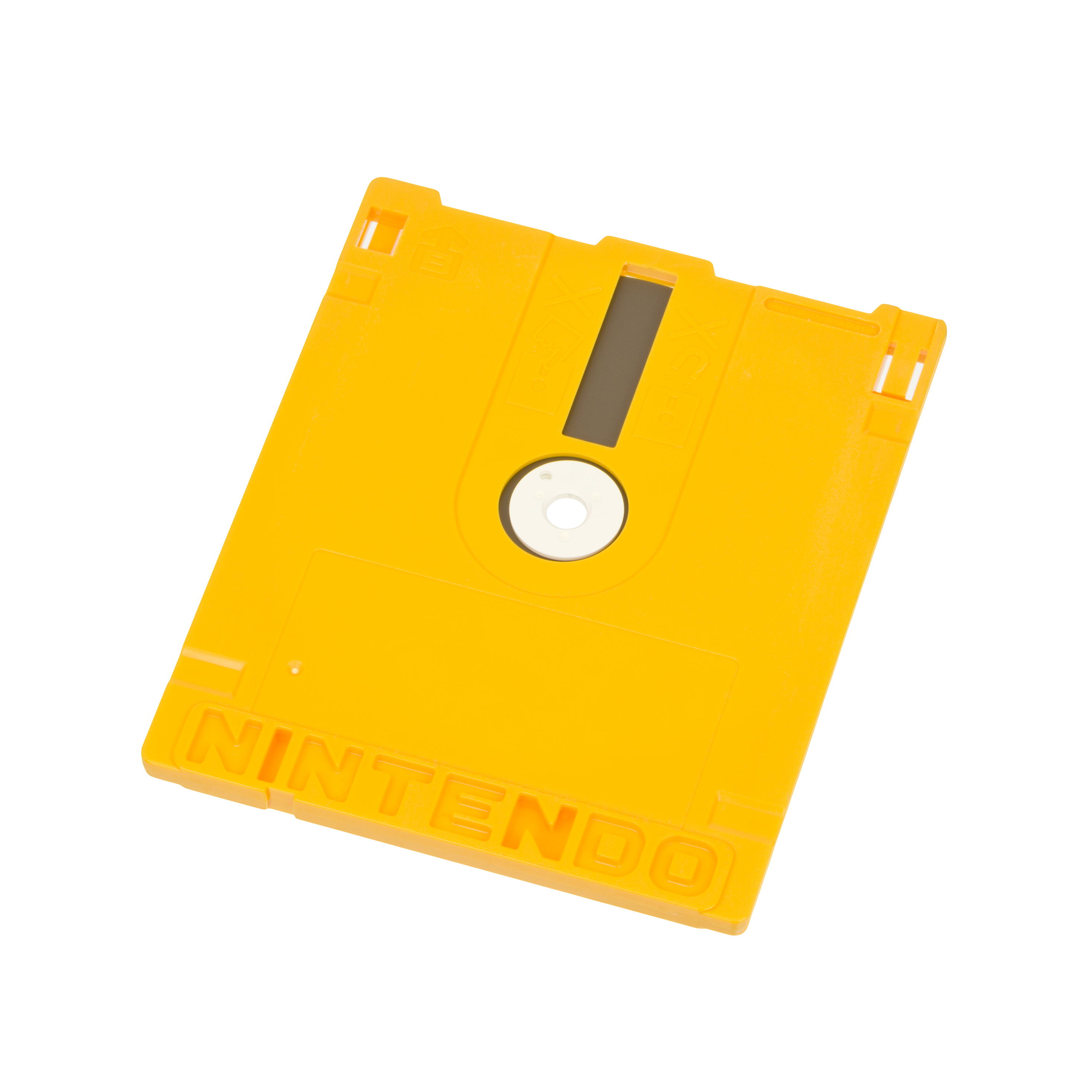
3″-Diskette des Nintendo Famicom Disk Systems

### Datendichten
Die Normen für 3,5″-Disketten sind ISO/IEC 8860-1:1987 (doppelte Dichte), ISO/IEC 9529-1:1989 (hohe Dichte, englisch, high density‘) und ISO/IEC 10994-1:1992 (extra-hohe Dichte); alle Angaben erfolgen in metrischen Einheiten. Diese Normen verdeutlichen die Messungen, die 90,0 × 94,0 × 3,3 mm ergeben. Die magnetische Scheibe im Inneren hat einen Durchmesser von genau 86,0 mm.
Es wird wie folgt unterschieden:
- Ein- und zweiseitig beschriebene Disketten
  - SS: single sided, alternative Bezeichnungen: 1S, 1
  - DS: Double sided, alternative Bezeichnungen: 2S, 2
- die Aufzeichnungsdichte, die sich aus dem verwendeten magnetischen Material ergibt
  - SD: Single Density
  - DD: Double Density, alternative Bezeichnung: 2D, seltener auch HC für hohe Kapazität (aus englisch high capacity) bei 3,5″-Disketten
  - QD: Quad Density, alternative Bezeichnung: 4D
  - HD: High Density
  - ED: Extra-hohe Dichte (aus englisch Extra-high Density)
- hard- oder soft-sektoriert – also hart oder weich in Datenblöcke unterteilt

Bei hard-sektorierten Disketten gibt es auf der Kunststoffscheibe ein Indexloch pro Sektor, bei den wesentlich verbreiteteren soft-sektorierten nur eines überhaupt, bzw. einen asymmetrischen Antriebszugriff in der Mitte. Dieses Indexloch oder die Asymmetrie legt den Startpunkt einer Spur fest, sofern es vom Laufwerk nicht ignoriert wird (Soft-Synchronisierung: Erkennen des Spurbeginns durch Folge von Synchronisationsbits).
Meist verwendete Magnetschichtmaterialien:
- DD: 2 µm Eisenoxid, Koerzitivfeldstärke rund 24 000 A/m
- HD: 1,2 µm Kobalt dotiertes Eisenoxid, Koerzitiv-Feldstärke rund 48 000 A/m
- ED: 3 µm Bariumferrit, Koerzitiv-Feldstärke rund 60 000 A/m

Zur genauen Spezifikation einer Diskette gehören noch weitere Angaben:
- die Anzahl der Magnetspuren, die „Tracks“, (anfänglich meist 35, später typischerweise 40 oder 80)
- die Anzahl Sektoren, also Blöcke pro Spur, (z. B. 9 oder 18)
- die Blockgröße (früher 128, 256, 512 oder 1024 Byte, heute meistens nur noch 512 Byte; viele Controller unterstützen auch 1- und 8-KiB-Sektoren[5])
- das Aufzeichnungsverfahren (anfänglich FM, später meistens MFM; bei Apple und Commodore wurde auch das GCR-Verfahren eingesetzt)
- die Spurdichte, meist 48, 96 oder 135 tpi (Tracks Per Inch). Commodore benutzte auf einigen Laufwerken den abweichenden Wert von 100 tpi, was diese Disketten für Fremdlaufwerke physisch unlesbar machte.

Es ist technisch möglich, je nach Spur eine verschiedene Anzahl von Sektoren unterzubringen, zumal auf den äußeren Spuren theoretisch mehr Platz ist; da jedoch dort die relative Geschwindigkeit des Kopfes auch höher ist, stieß das auf Schwierigkeiten. Einige Hersteller variierten daher entweder die Umdrehungsgeschwindigkeit (Apple, Victor / Sirius) oder die Datenrate (Commodore) abhängig von der Kopfposition, was zwar erlaubte, mehr auf der Diskette zu speichern, diese aber inkompatibel zu Laufwerken anderer Hersteller machte.
Ein Trick, die Zugriffsgeschwindigkeit zu erhöhen, bestand im Interleaving, wobei die Sektoren nicht numerisch aufsteigend, sondern in anderer Reihenfolge auf eine Spur aufgezeichnet wurden. Dadurch konnte zum Beispiel die technisch notwendige Nachbearbeitung eines Lesevorgangs erfolgen, und direkt danach der versetzt angeordnete logisch nächste Sektor eingelesen werden. Die ideale Interleave-Rate ist hardwareabhängig.
Ähnlich gelagert war die Idee, den logisch ersten Sektor einer Spur etwas versetzt gegenüber den benachbarten Spuren anzuordnen, so dass beim Lesen aufeinanderfolgender Spuren nach einem Spurwechsel, in dessen Verlauf sich die Diskette ja etwas weiterdreht, dieser Sektor gerade unter dem Lesekopf ankommt, so dass gleich weiter gelesen werden kann.
Disketten verfügen über einen Schreibschutz, der sich bei 3,5″-Disketten durch einen kleinen Schieber hinten rechts oben an- bzw. ausschalten lässt (offen = Schreibschutz). Bei 5,25″- und 8″-Disketten muss eine am Rand befindliche Schreibschutz-Aussparung (bei 8″ an der Front, bei 5,25″ seitlich) mit einem dunklen Aufkleber zum Schreibschutz zugeklebt werden (geschlossen = Schreibschutz). Der Schreibschutz wird im Laufwerk von einem mechanischen Schalter oder einer Lichtschranke erfasst, die den Strom zum Schreibkopf unterbrechen; es ist beabsichtigt, dass der Schreibschutz von Software nicht umgangen werden kann. Originaldisketten von kommerziell erhältlicher Software fehlte dieser Schieber bzw. diese Aussparung oft von vorneherein, so dass sie immer schreibgeschützt sind. Der fehlende Schieber der 3,5″-Disketten kann auch mit durchsichtigem Klebeband ersetzt werden, da bei diesen Disketten die Schreibschutzprüfung mechanisch erfolgt.

### Datenübertragungsrate
5,25″-HD- und 8″-Disketten rotieren üblicherweise mit 360 min−1, 5,25″-DD-, 3″- und 3,5″-Disketten mit 300 min−1.
Bei SD-Disketten werden die Datenbits mit einer Baudrate von 125 kHz (8″ mit 250 kHz), bei DD-Disketten mit 250 kHz (8″ mit 500 kHz), bei HD-Disketten 500 kHz und bei ED-Disketten mit 1 MHz auf die Diskette geschrieben. Das ergibt Bruttodatenraten von 15625 Byte/s, 31250 Byte/s, 62500 Byte/s und 125000 Byte/s.
Da sich auf den Spuren nicht nur Daten, sondern auch Steuerdaten befinden und Sicherheitsabstände
zwischen den Sektoren eingehalten werden müssen, damit bei leichten Abweichungen der Rotationsgeschwindigkeit der Folgesektor nicht beschädigt wird, ist die erreichbare Nettodatenrate einer Spur deutlich geringer.
| Name          | Modulations- frequenz | Datenrate (brutto) | Sektoren pro Spur | Drehzahl  | Datenrate (netto)   | Spuren | Spurabstand    | Kapazität (SS / DS) |
| ------------- | --------------------- | ------------------ | ----------------- | --------- | ------------------- | ------ | -------------- | ------------------- |
| 8″ SD         | 00250 kHz FM          | 31250 Byte/s       | 26× 128 Byte      | 360 min−1 | 19968 Byte/s (64 %) | 074    | 1⁄48″          | 240,5 / 481 KiByte  |
| 8″ DD         | 00500 kHz MFM         | 61250 Byte/s       | 26× 256 Byte      | 360 min−1 | 39936 Byte/s (64 %) | 074    | 1⁄48″          | 481 / 962 KiByte    |
| 5,25″/3,5″ DD | 00250 kHz MFM         | 31250 Byte/s       | 26× 128 Byte      | 300 min−1 | 16640 Byte/s (53 %) | 040    | 1⁄48″          | 130 / 260 KiByte    |
| 5,25″/3,5″ DD | 00250 kHz MFM         | 31250 Byte/s       | 16× 256 Byte      | 300 min−1 | 20480 Byte/s (66 %) | 080    | 1⁄96″          | 320 / 640 KiByte    |
| 5,25″/3,5″ DD | 00250 kHz MFM         | 31250 Byte/s       | 09× 512 Byte      | 300 min−1 | 23040 Byte/s (74 %) | 080    | 1⁄96″ / 1⁄135″ | 360 / 720 KiByte    |
| 5,25″/3,5″ DD | 00250 kHz MFM         | 31250 Byte/s       | 05× 1024 Byte     | 300 min−1 | 25600 Byte/s (82 %) | 080    | 1⁄96″ / 1⁄135″ | 400 / 800 KiByte    |
| 5,25″ HD      | 00500 kHz MFM         | 62500 Byte/s       | 15× 512 Byte      | 360 min−1 | 46080 Byte/s (73 %) | 080    | 1⁄96″          | 600 / 1200 KiByte   |
| 3,5″ HD       | 00500 kHz MFM         | 62500 Byte/s       | 18× 512 Byte      | 300 min−1 | 46080 Byte/s (73 %) | 080    | 1⁄135″         | 720 / 1440 KiByte   |

Für das Lesen einer gesamten Diskette kommen noch die Spurwechselzeiten hinzu. Das reduziert die effektive Datenrate typischerweise um ein weiteres Drittel (doppelseitige Diskette, Kopfumschaltung schnell genug) bis um die Hälfte.
Die effektive Lesegeschwindigkeit einer DD-Diskette lag damit bei ca. 15 KByte/s, die einer HD-Diskette bei ca. 30 KByte/s.

### Lebensdauer
Obwohl manche Hersteller von HD-Disketten mit einer theoretischen Lebensdauer von bis zu 100 Jahren warben, ist dieser Wert nur bei der Lagerung unter spezifischen Umweltbedingungen erreichbar. Wenn sie entsprechend gegen Wärme, Sonne und Magnetismus abgeschirmt ist, sollten Lagerzeiten von 10 bis 30 Jahren möglich sein. Disketten geringerer Schreibdichte sind erfahrungsgemäß bei trockener Lagerung jahrzehntelang haltbar. Zum Schutz vor Verschmutzung werden 5,25″- und 8″-Disketten üblicherweise in einer Papier- oder Kartontasche aufbewahrt, die zum Lieferumfang der Diskette gehört. Bei ständiger Benutzung werden Disketten aufgrund des mechanischen Schreib- und Lesekopfes im Diskettenlaufwerk stärker belastet. Im ungünstigsten Fall weisen Disketten bereits nach ein bis zwei Jahren Defekte auf. Ein weiteres Risiko besteht in der Lagerung von Disketten in einer feucht-warmen Umgebung, die, wie bei allen magnetischen Datenträgern, die Bildung von Pilzen begünstigt. Pilze können auch den Schreib-/Lesekopf verunreinigen oder die Ablösung der Beschichtung bei älteren Disketten bewirken. Letzteres ist herstellerabhängig und bei genauer Betrachtung der Oberfläche sind derartige Veränderungen oft schon vorher sichtbar. Der Schreib-/Lesekopf kann meist mit einer Alkohollösung gereinigt werden. Es gibt auch spezielle Reinigungsdisketten.

## Diskettenlaufwerke

Verschiedene Laufwerke
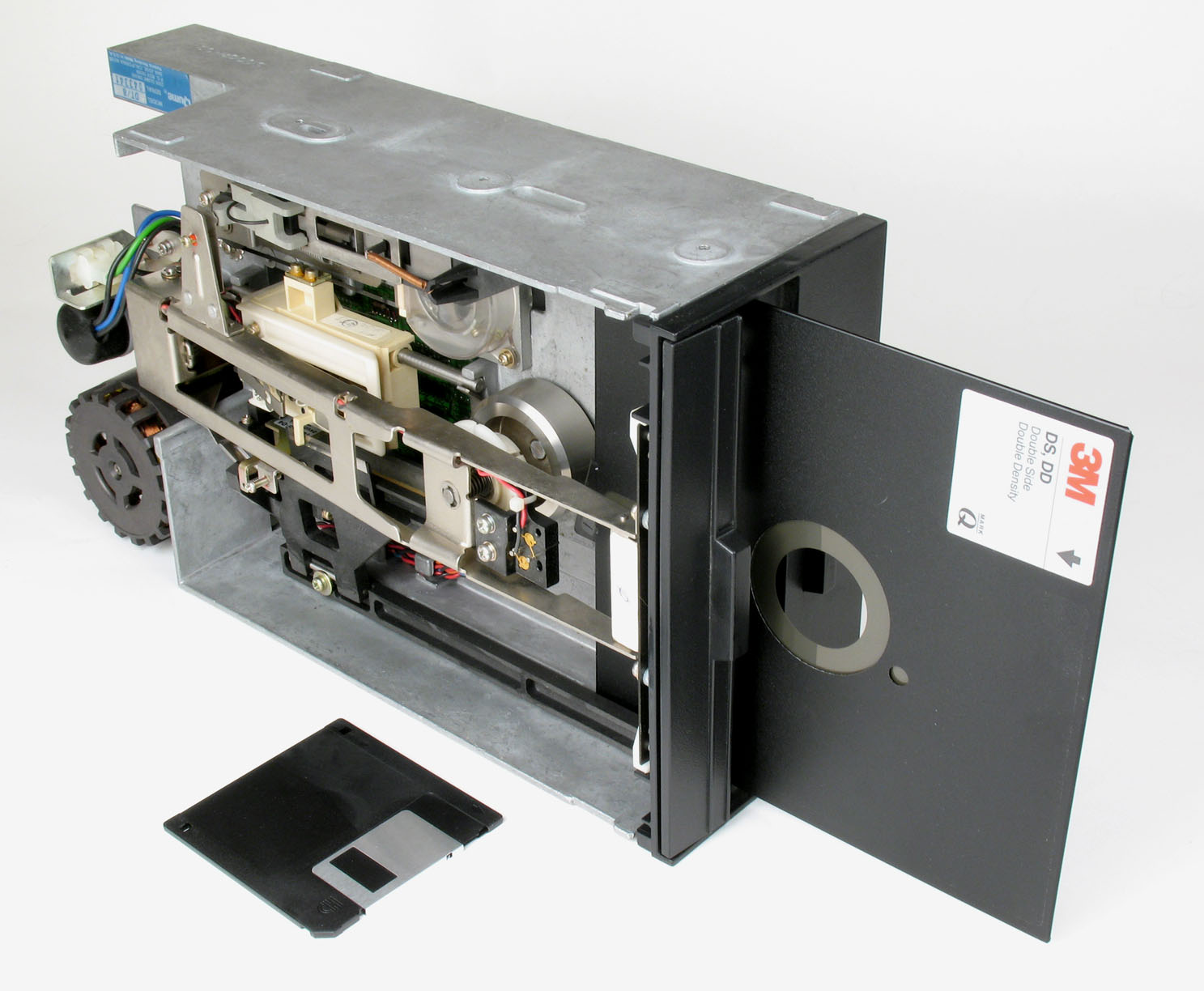
8″-Diskettenlaufwerk
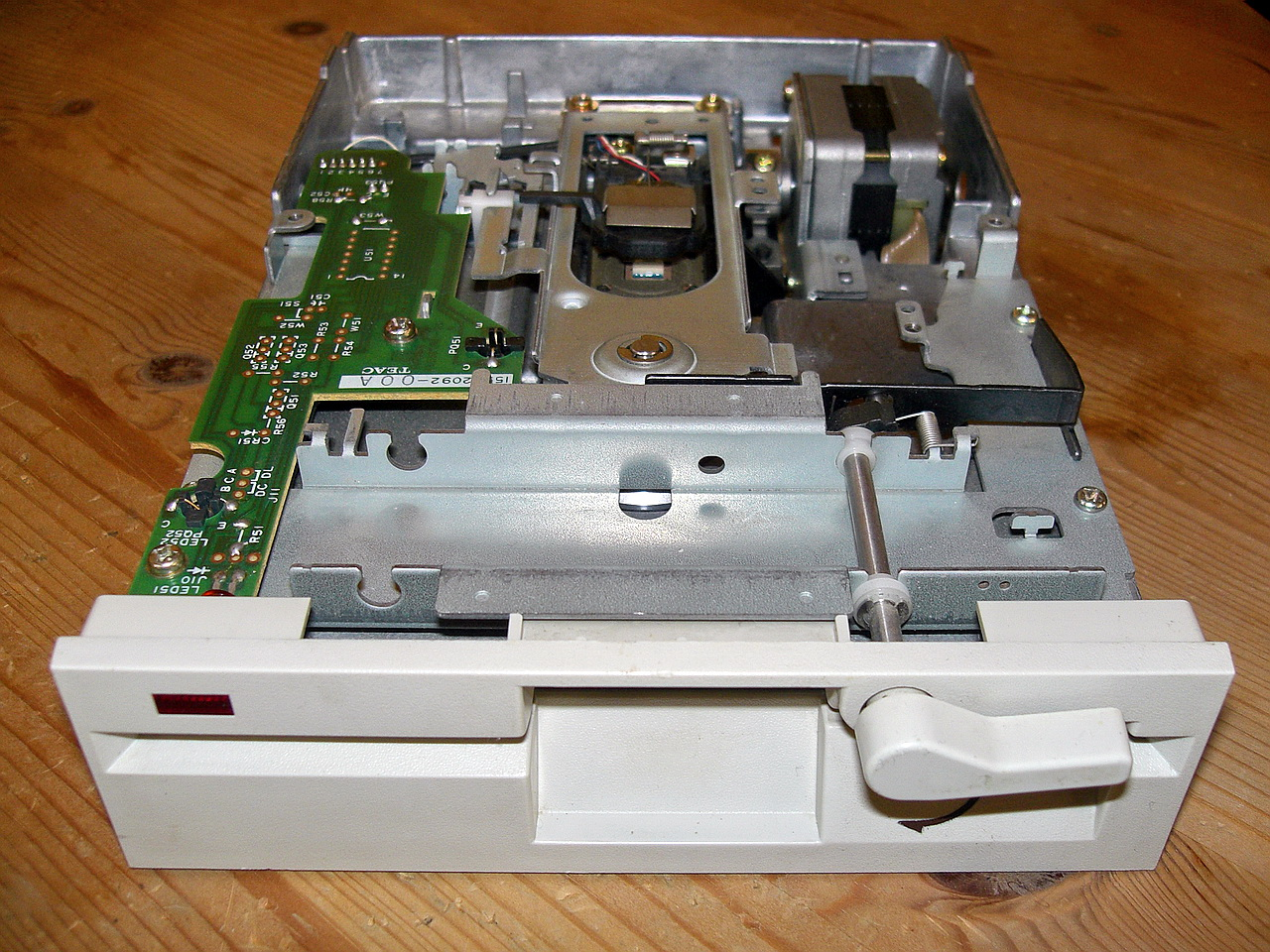
5,25″-Diskettenlaufwerk
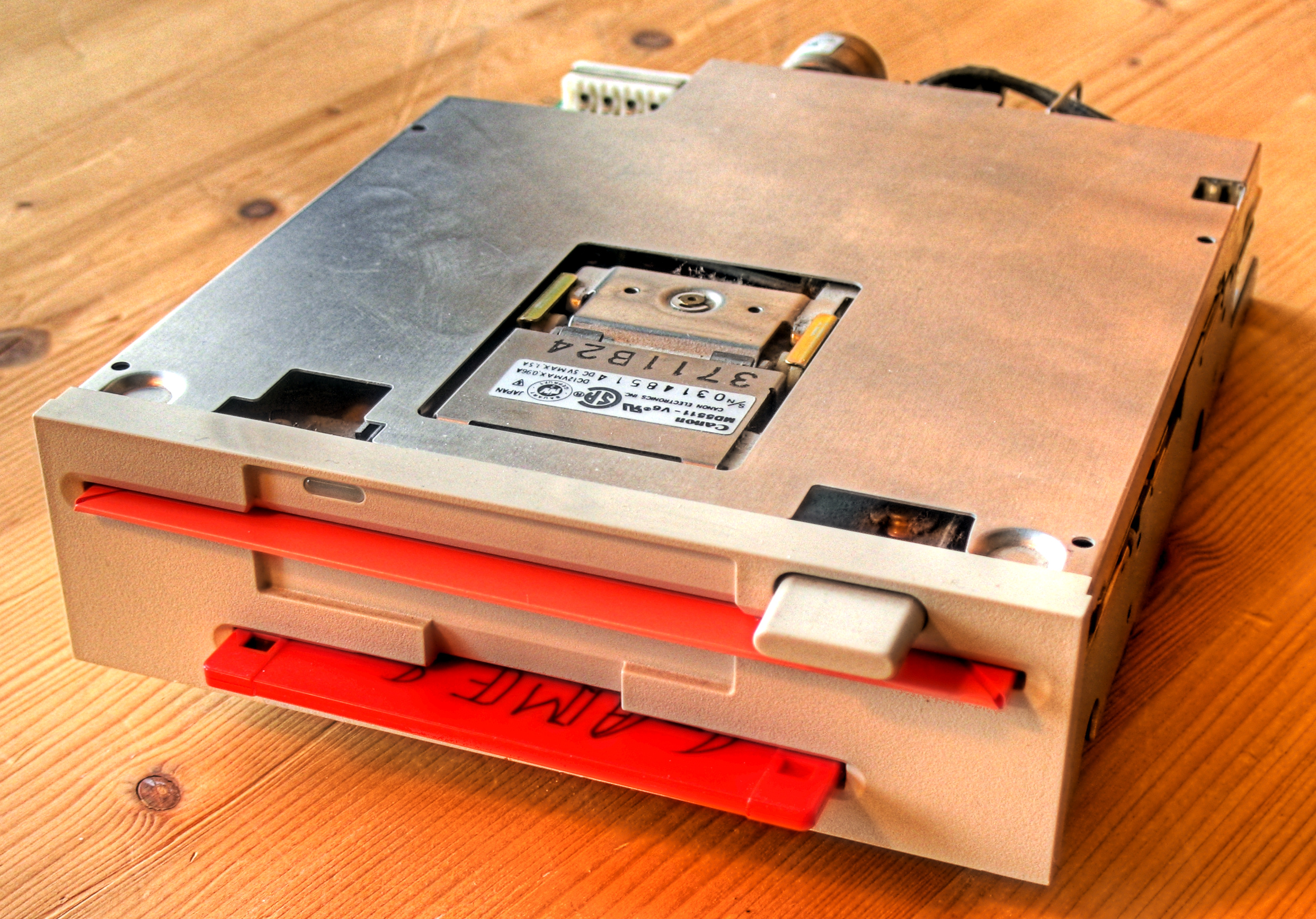
Kombilaufwerk für 5,25″- und 3,5″-Disketten
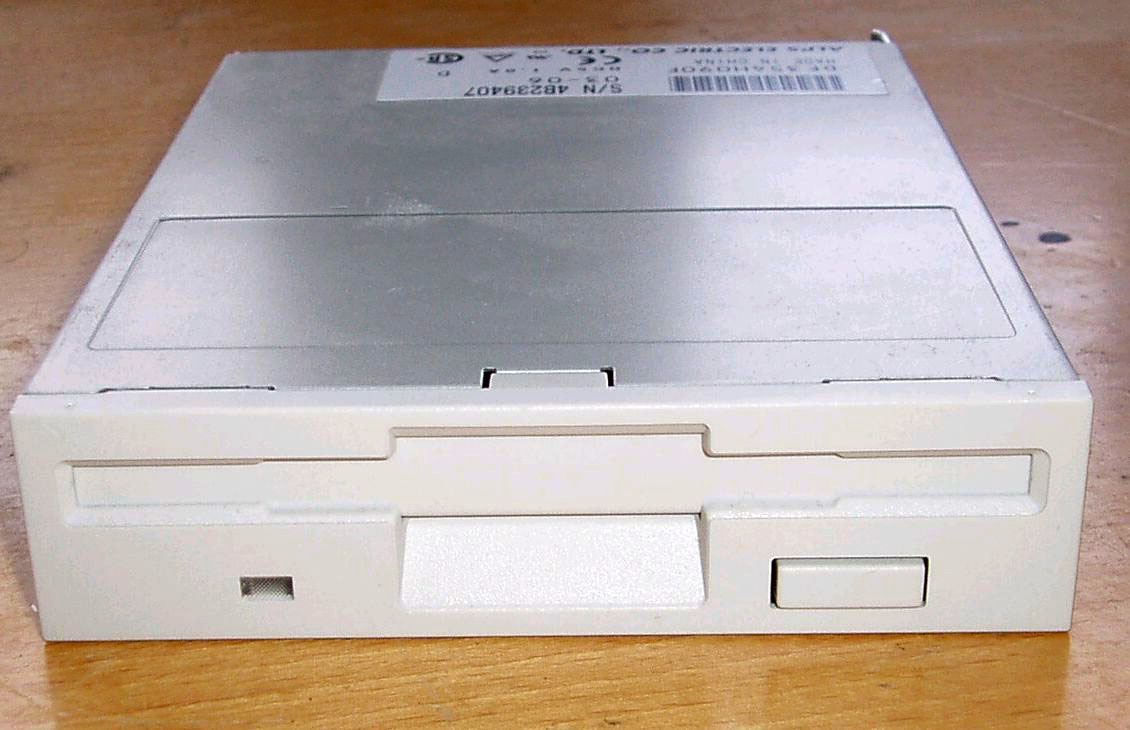
3,5″-Diskettenlaufwerk
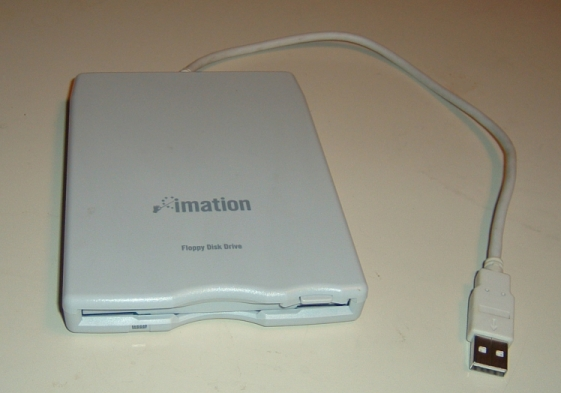
USB-3,5″-Diskettenlaufwerk (extern)
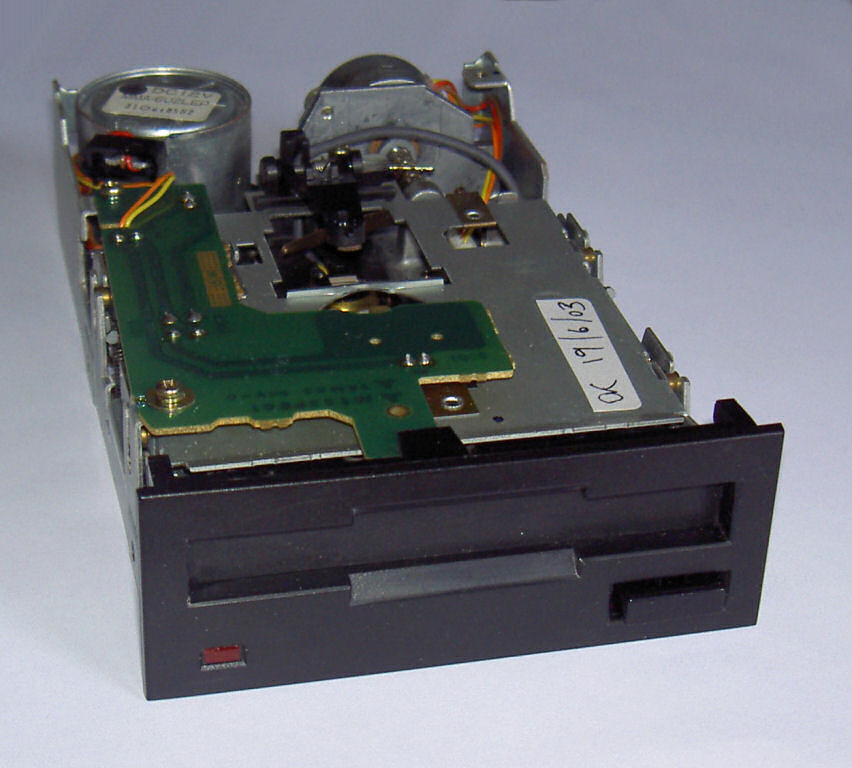
3″-Diskettenlaufwerk
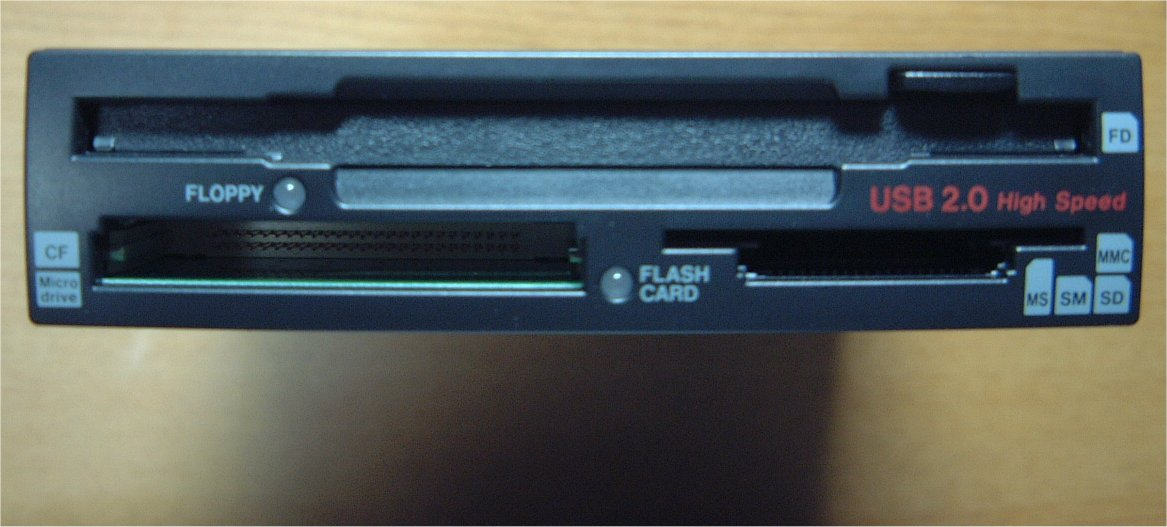
3,5″-Diskettenlaufwerk mit integriertem Kartenleser

Verschiedene Schnittstellen
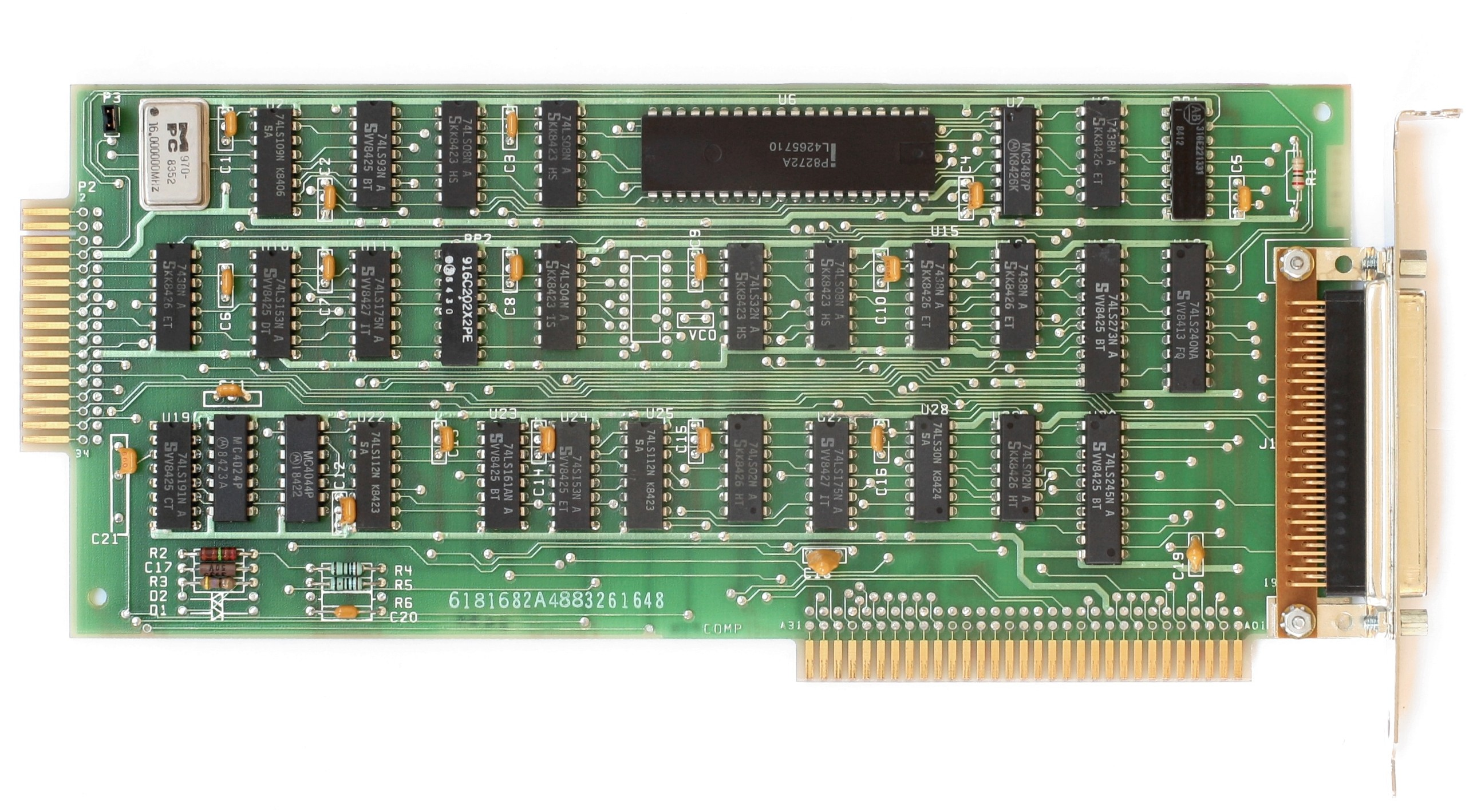
Floppy-Disk-Controller für den IBM PC XT für interne und externe Diskettenlaufwerke
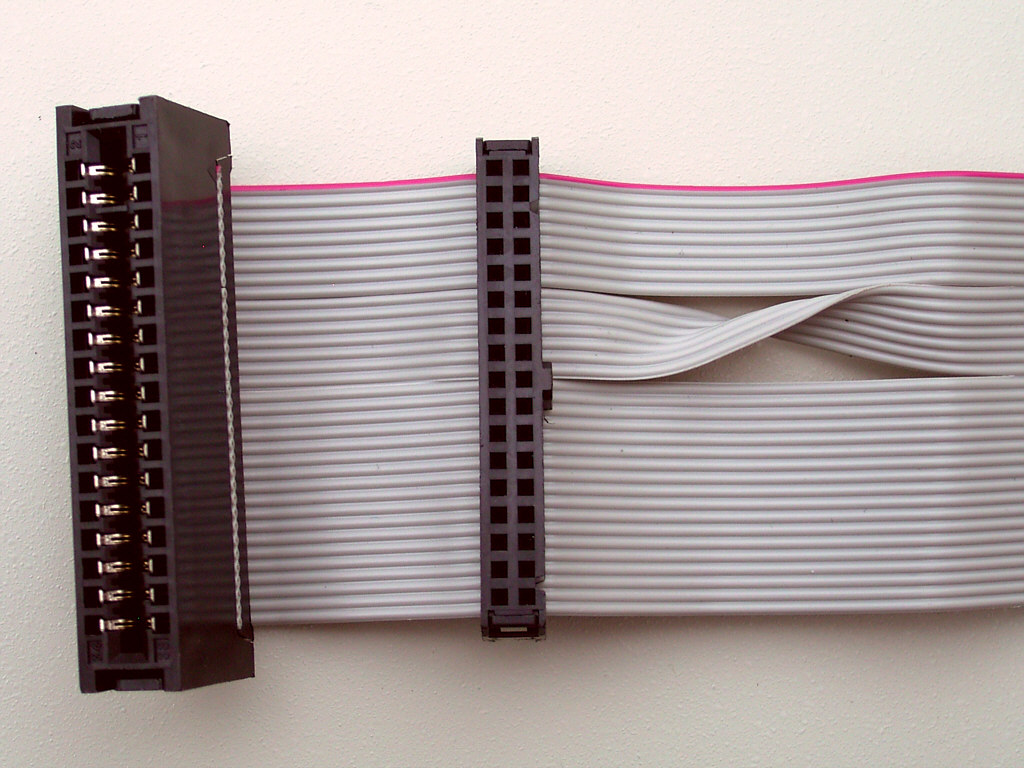
Anschlusskabel für 5,25″- (Stecker links) und 3,5″-Diskettenlaufwerke (Stecker in der Mitte) in IBM-kompatiblen PCs

## Tabellenübersicht der Diskettenformate

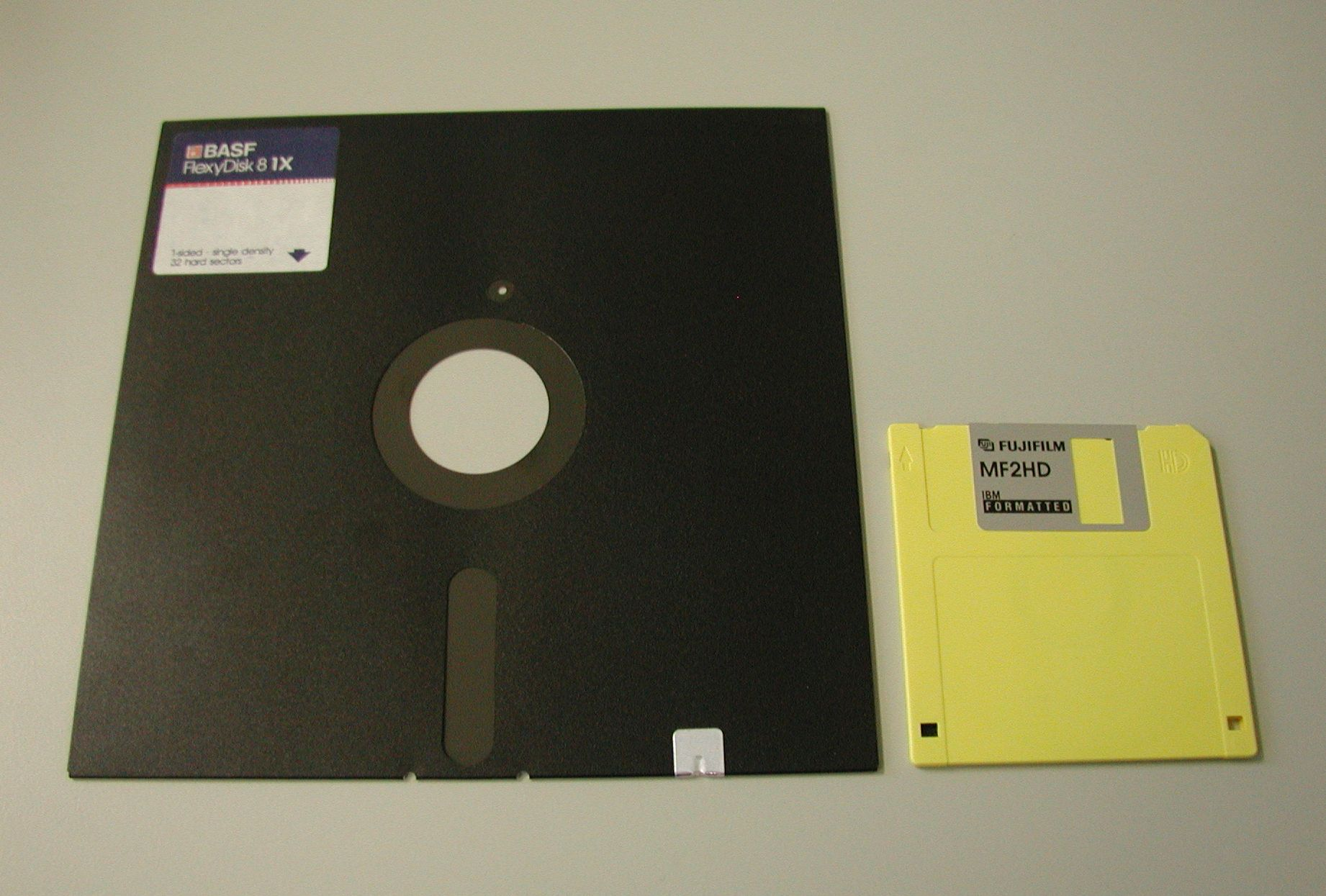
Größenvergleich zwischen einer 8″- und einer 3,5″-Diskette

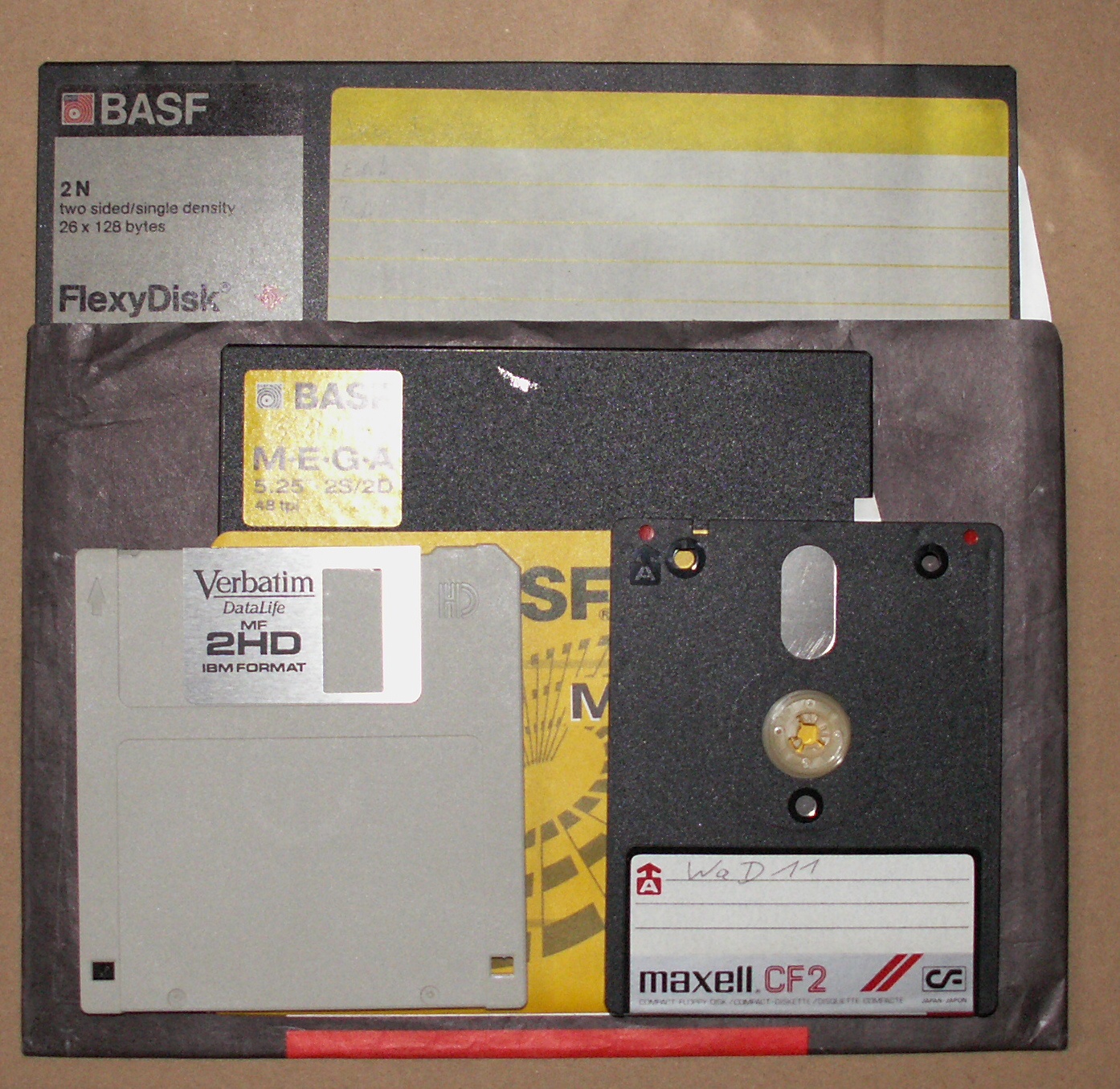
Größenvergleich zwischen 8″- (zuunterst), 5,25″-, 3,5″- (unten links) und 3″- Disketten

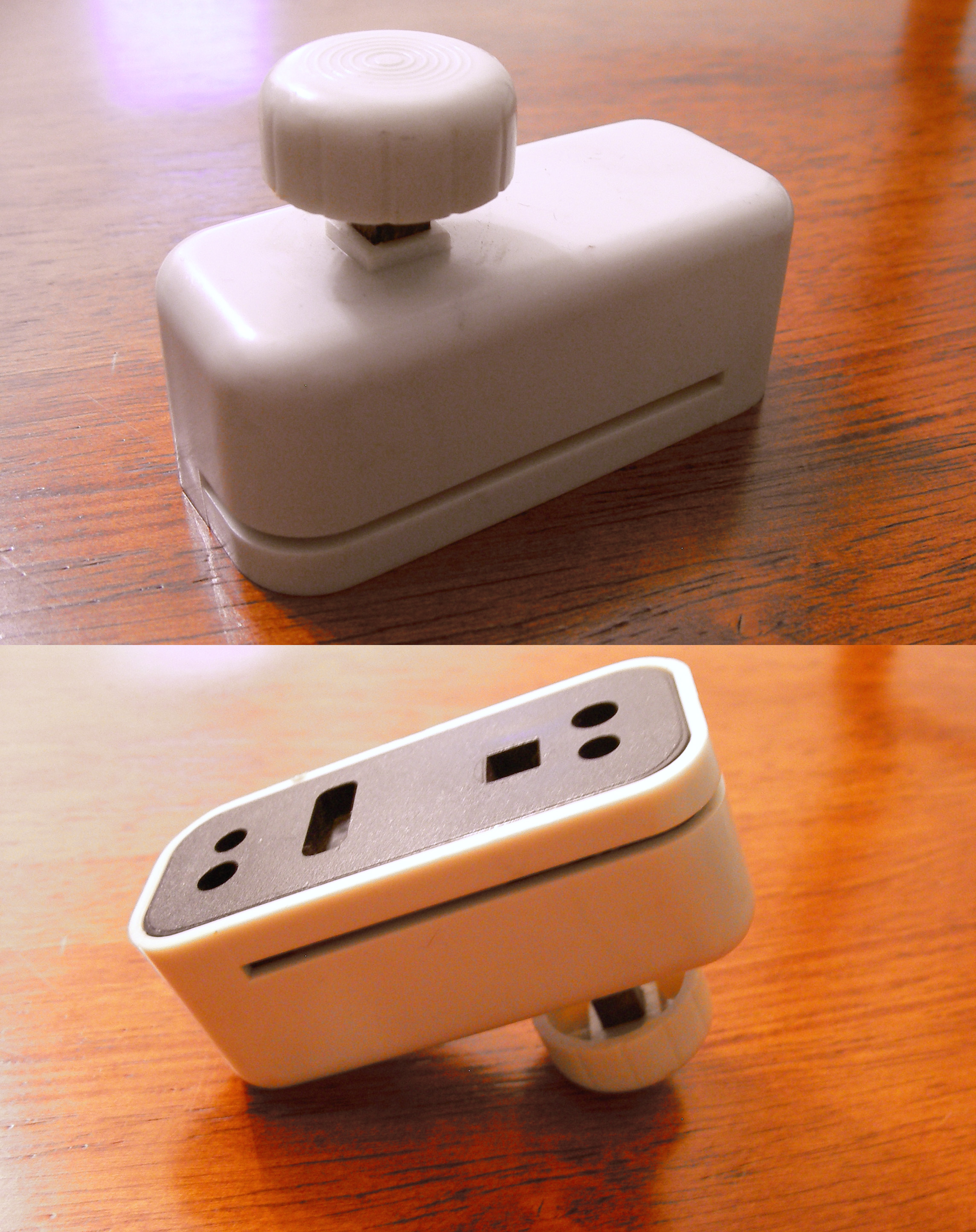
Mit einem Diskettenlocher war es möglich, bei einseitigen 5,25"-Disketten eine zweite Schreibschutz-Aussparung anzubringen, damit beide Seiten einer ursprünglich einseitigen 5,25"-Diskette verwendet werden konnten.

Disketten müssen in der Regel vor ihrem ersten Gebrauch formatiert werden, die dabei verwendeten Dateisysteme unterschieden sich anfangs von Rechnersystem zu Rechnersystem. Durch die steigende Verbreitung IBM-kompatibler PCs etablierte sich ab 1981 für Disketten zunehmend das von Microsoft entwickelte und von IBM verwendete Dateisystem FAT12 als Standard und es kamen zunehmend Disketten in den Handel, die bereits ab Werk mit FAT12 vorformatiert waren. Das FAT12-Dateisystem ist unter Microsoft Windows für Disketten in Gebrauch, auch andere Betriebssysteme (wie Linux) sind seit langem in der Lage, Datenträger in diesem Format zu lesen und zu beschreiben.
| Format | Release- Jahr | Kapazität in KiB (falls nicht anders angegeben) | davon abweichende im Handel angegebene Kapazität                                                          |
| --- | ------------- | ----------------------------------------------- | --- |
| 8″ SS (read-only) | 1971          | 32 × 1 × 8 × 319⁄1024 = 79 3⁄4                  | 23FD |
| 8″ SS | 1973          | 73 × 1 × 26 × 1⁄8 = 237 1⁄4                     | 33FD |
| 8″ DS | 1974(?)       | 74 × 2 × 26 × 1⁄8 = 481                         | 43FD |
| 8″ SS | 1974          | 800(?)                                          | Format existiert nicht, Single-Sided-Formate endeten bei 592 KByte (74 Spuren), bei 616 KByte (77 Spuren) |
| 8″ DS | 1975          | 1000                                            | |
| 8″ DS | 1975(?)       | 74 × 2 × 8 × 1 = 1184                           | 53FD (Maximum für 8″-Disketten)                                                                           |
| 5,25″ SS | 1976          | 40 × 1 × 22(?) × 1⁄8 = 110(?)                   | |
| 5,25″ DS, SD | 1977          | 180                                             | |
| 5,25″ DS, DD | 1978          | 40 × 2 × 9 × 1⁄2 = 360                          | |
| 5,25″ DS, QD | 1982          | 80 × 2 × 9 × 1⁄2 = 720                          | |
| 5,25″ DS, HD | 1984          | 80 × 2 × 15 × 1⁄2 = 1200                        | |
| 3″ SD | 1982          | 360                                             | |
| 3,5″ SS, DD | 1983          | 80 × 1 × 9 × 1⁄2 = 360                          | |
| 3″ DD | 1984          | 720                                             | |
| 3,5″ DS, DD | 1984          | 80 × 2 × 9 × 1⁄2 = 720                          | |
| 2″ | 1985          | 720                                             | |
| 3,5″ HD | 1987          | 80 × 2 × 18 × 1⁄2 = 1440                        | „1,44 MB“                                                                                                 |
| 3,5″ ED | 1991          | 80 × 2 × 36 × 1⁄2 = 2880                        | „2,88 MB“                                                                                                 |
| 3,5″ LS-120 | 1996          | 120375                                          | |
| 3,5″ LS-240 | 1997          | 240750                                          | |
| 3,5″ HiFD | 1998/99       | 150000 / 200000                                 | |
| Abkürzungen: SS = Single Sided; DS = Double Sided; SD = Single Density; DD = Double Density; QD = Quad Density; HD = High Density; ED = Extra-high Density; LS = Laser Servo; HiFD = High capacity Floppy Disk |               |                                                 | |
| Die aufgelisteten Speicherkapazitäten beziehen sich auf: - Für 8″: Standard-IBM-Formate, wie sie von den System/370-Großrechnern und neueren Systemen verwendet werden - Für 5,25″ und 3,5″: Standard-PC-Formate, die angegebenen Kapazitäten sind die Gesamtgröße aller Sektoren der Diskette, einschließlich des für Bootsektor und Dateisystem verwendeten Speicherplatzes. Dabei sind alle Datenblöcke (oder Sektoren) mit einer Kapazität von 512 Byte formatiert. Bei anderen Formaten kann die mit den gleichen Laufwerken und Disketten erreichbare Speicherkapazität variieren. So existieren für MS-DOS Programme wie HD-COPY, VGA-COPY oder 2MGUI, mit denen sich beispielsweise 3,5″-HD-Disketten mit mehr als 1440 KiB formatieren lassen (z. B. 1,722 MiB). Unter Linux ist das mit fdformat ebenfalls möglich. AmigaOS (1,76 MiB) und MacOS formatieren mit mehr als 1440 KiB. |               |                                                 | |

## Verwendbare Dateisysteme (Beispiele)
Nicht jedes Dateisystem kann auf jedem Datenträger eingesetzt werden. Während z. B. FAT12 für Disketten entwickelt wurde und auch auf Festplattenpartitionen bis 16 MiB (bis in die 1980er Jahre) eingesetzt werden konnte, kam mit FAT16 die Definition von Zylindern dazu. Obwohl bei den damals üblichen einseitig beschichteten Festplatten deren Zylinder jeweils identisch mit der Spur sind, setzten die FAT16/32- und NTFS-Treiber bei der CHS-Adressierung zumindest die Unterstützung von Zylindern in der Steuerelektronik des Laufwerks voraus und sind ohne eine unterstützende Steuerelektronik nicht zu Disketten abwärtskompatibel. Erst die späteren SuperDisk- und Zip-Disketten waren mit der CHS-Adressierung kompatibel. Moderne Systeme, spätestens seit den 2000er Jahren, setzen auf LBA zur Adressierung der Speicherblöcke, was auf allen Laufwerken funktioniert.
| Dateisystem        | Primär unterstützte Betriebssysteme |
| ------------------ | ----------------------------------- |
| FAT12              | DOS, Windows, Atari TOS             |
| extfs (meist ext2) | Linux                               |
| UFS                | BSD-Familie, Solaris                |
| HFS                | Mac OS                              |
| AFFS               | AmigaOS                             |

In der Praxis hat die große Verbreitung von DOS- und Windows-Betriebssystemen dazu geführt, dass FAT12 das dominierende Dateisystem auf Disketten ist. Es wird von den meisten anderen Betriebssystemen als kompatibles Dateiformat für den Dateiaustausch unterstützt. Auch andere Geräte mit Diskettenlaufwerken, wie Schreibmaschinen (vgl. Brother LW-Reihe) oder Keyboards und spätere Floppyemulatoren, unterstützen FAT12.

## Geschichte
Nach wechselbaren Plattenstapeln oder Einzelfestplatten ab 1956 wurde von IBM 1969 die erste Diskette (mit einem Scheibendurchmesser von 200 mm, ≈ 8″) mit dem dazugehörenden Laufwerk für die Computerserie System/370 auf den Markt gebracht. Dieses Laufwerk konnte Disketten aber nur lesen und nicht beschreiben und diente daher nur dazu, den Benutzern neue Versionen der IBM-Systemsoftware preiswerter zukommen zu lassen. Für die tägliche Arbeit blieben zunächst die teuren und platzraubenden Lochkarten, Lochstreifen und Magnetbänder üblich. Die Erfindung der Diskette wird allgemein Alan Shugart zugeschrieben. Die Kapazität der ersten Diskette betrug genau 80 Kibibyte (damals üblicherweise mit „KB“ abgekürzt), was 1000 Lochkarten entsprach, einer damals üblichen Verkaufseinheit.
1972 brachte die Firma Memorex das erste Diskettenlaufwerk mit Schreibfähigkeit auf den Markt, wieder entwickelt von Shugart; damit begann die allmähliche Ablösung der Lochkarten, Lochstreifen und Magnetbänder. Shugart gründete 1973 seine eigene Firma (Shugart Associates) und entwickelte 1976 die 5,25″-Diskette (Scheibendurchmesser 130 mm, ≈ 5,25"). 1978 stellte TEAC das erste 5,25″-Diskettenlaufwerk der Welt vor; für die damals neuen Mikrocomputer wurde das neue Format sofort aufgegriffen, für Großrechner erst etwas später. 1981 stellte Sony die 90-mm-Diskette im starren Gehäuse vor, zunächst einseitig mit 360 KiB, später beidseitig mit 720 KiB (737.280 Byte in 9 Sektoren) und danach 1440 KiB (1.474.560 Byte in 18 Sektoren). Ihr Scheibendurchmesser beträgt 85 mm, aber ihr Plastikgehäuse ist 90 mm breit. Später wurde sie – entsprechend den anderen Diskettengrößen – hauptsächlich als 3,5″-Diskette bezeichnet.
Viele andere Systeme verwendeten dieselben Disketten, jedoch mit unterschiedlichen Aufzeichnungsformaten oder Dateisystemen. So fasst etwa eine mit FFS formatierte 3,5″-HD-Diskette eines Amiga-Rechners 1,76 MiB, gewöhnlich wurden dort aber 3,5″-DD-Disketten verwendet, die mit rund 880 KiB formatiert waren. Später erscheinen noch sogenannte ED-Disketten mit 2880 KiB (36 Sektoren). Letztere fanden vor allem bei Rechnern von NeXT und der PS/2-Reihe von IBM Verwendung, erreichten darüber hinaus aber kaum Verbreitung.

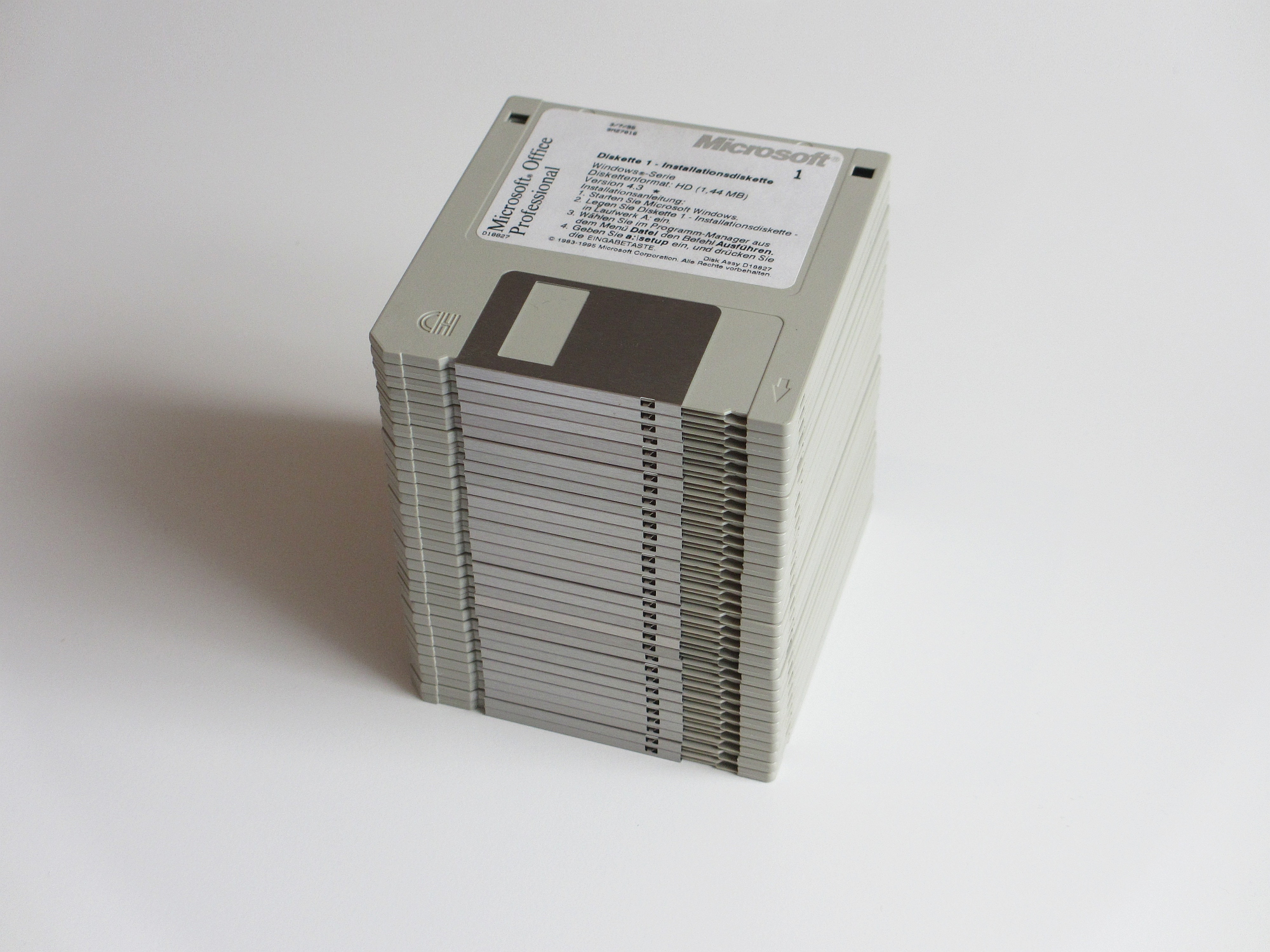
Aufgrund immer größer werdender Datenmengen wuchs unter anderem auch die Anzahl an Disketten, die bei der Installation von Software benötigt wurden. So umfasste beispielsweise die hier gezeigte deutschsprachige Version des Office-Pakets Microsoft Office Professional 4.3, die ab 1994 erhältlich war, 32 Disketten.

Die 1440-KiB-Diskette blieb die 1990er Jahre hindurch der übliche Standard. Zum Ende des Jahrzehnts  wurde sie zusehends in den Hintergrund gedrängt, weil die Datenmengen immer größer wurden und keine offenen Standards für Disketten größerer Kapazität entwickelt wurden. Software wurde häufig auf gepressten CDs verkauft. Bis CD-Brenner bezahlbar wurden und der Datenaustausch über das Internet sich verbreitete, erlangten diskettenartige Produkte mit höherer Kapazität von einzelnen Herstellern eine gewisse Verbreitung, insbesondere das Zip-Laufwerk, aber auch die SuperDisk.
Spätestens seitdem Flash-Speicher preisgünstig geworden sind und die meisten Computer zumindest USB-Sticks problemlos lesen und beschreiben können, hat die Diskette praktisch keine Marktbedeutung und Anwendungen mehr. Sony verkaufte 2009 in Japan noch 12 Millionen Stück bei einem Marktanteil von 70 %, kündigte jedoch für März 2011 die Einstellung der Produktion an. Verbatim wird somit der letzte Produzent von Disketten sein, die vor allem Absatz in den Nachfolgestaaten der ehemaligen Sowjetunion finden.
Ein kleiner Markt besteht noch für ältere Synthesizer und Sampler, da für diese als Speichermedien für die Klangdaten oft Disketten verwendet wurden, z. B. beim Roland S-50. Diese Musikinstrumente werden im Gegensatz zu älteren Computern häufiger noch produktiv genutzt. Für sie gibt es inzwischen Laufwerksemulatoren zum Austausch des Diskettenlaufwerks, die bis zu 100 virtuelle Disketten auf einem USB-Stick speichern können (→ Weiterentwicklungen). Bei Geräten, die über die Möglichkeit des MIDI-Dump verfügen, können die Klangdaten außerdem auf diesem Weg übertragen werden.

### Weiterentwicklungen

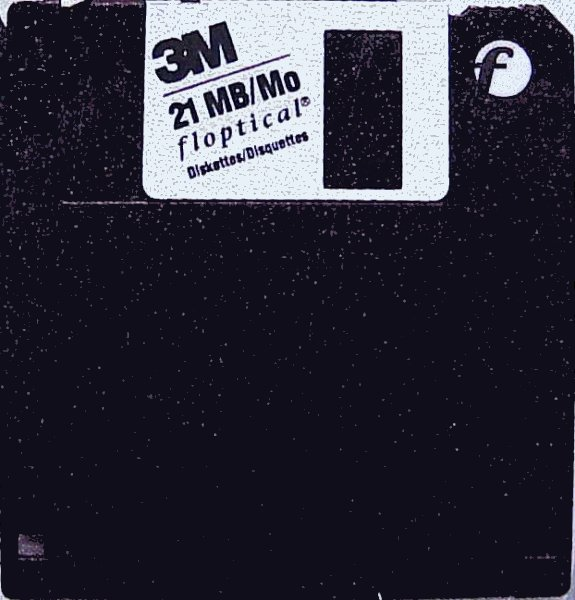
Floptical-Disk

In den 1990er Jahren kamen verschiedene weiterentwickelte Laufwerksformate auf den Markt, teils als Alternative, teils als Ergänzung zur 3,5"-Floppy:
- Ab 1991 fand Insites Floptical-Laufwerk mit 21 MiB Speicherkapazität auf speziellen 3,5″-Disketten in bestimmten Nischen Verbreitung. Herkömmliche 3,5″-DD- und HD-Disketten konnten gelesen und beschrieben werden. Eingebunden wurde das Laufwerk über SCSI, optional war es auch bootfähig. Aufgrund des sehr hohen Preises und der vergleichsweise komplizierten Anbindung konnte das System sich auf dem Massenmarkt nicht durchsetzen.
- Zeitweise wurden in IBM-kompatiblen PCs sowie vor allem Apple-Computern auch Zip-Laufwerke (100 MB, später 250 MB und zuletzt 750 MB) als Diskettenlaufwerksersatz verbaut. In PCMCIA-fähigen Laptops und in Kameras kam auch eine kleinere Variante namens Iomega Clik! mit 40 MB Speicherkapazität zum Einsatz. Zip-Laufwerke hatten eine breitere Akzeptanz, konnten sich aber trotzdem nicht dauerhaft durchsetzen. Zur 3,5"-Diskette waren sie nicht kompatibel.
- Vor allem im DTP-Bereich waren Wechselfestplatten von SyQuest mit zunächst 44 MB, später bis zu 270 MB, stark verbreitet.
- Weniger erfolgreich waren die SuperDisk-Laufwerke (LS120 und LS240). Neben speziellen Speichermedien mit Servospuren waren hier auch gewöhnliche 3,5″-Disketten mit einer Kapazität von 1440 KiB bzw. 720 KiB verwendbar, die zum Teil deutlich schneller als in herkömmlichen Laufwerken gelesen werden konnten. Das 240-MB-Laufwerk konnte außerdem mittels einer speziellen Packet-Writing-Software auf normalen 1440-KiB-HD-Disketten bis zu 32 MiB speichern.[15]
- Sony versuchte 1998 mit einem HiFD-Diskettenlaufwerk, das Disketten mit 150 MB, ab 1999 mit 200 MB Kapazität lesen und beschreiben konnte, sowie zur 1440-KiB-HD-Diskette kompatibel war, die gängigen Laufwerke abzulösen. Auch die Datenspeichervariante der 1991 von Sony vorgestellten MiniDisc (MD-Data) mit 140 MB Kapazität und die im Jahr 2004 vorgestellte Hi-MD (300 MB bzw. 1 GB) fanden als Wechseldatenträger kaum Verbreitung. Das lag bei der MD-Data auch an der restriktiven Lizenzierungspolitik von Sony, die den Standard für Dritthersteller unattraktiv machte.
- Ebenfalls 1998 versuchte Caleb sich vergeblich mit UHD144-Laufwerken zu etablieren. Diese konnten auf speziellen Disketten 144 MB speichern und ebenfalls normale 1440-KiB-Disketten lesen und schreiben.

All diese verbesserten Versionen des ursprünglichen 3,5″-Diskettenlaufwerkes konnten keine größere Verbreitung erlangen. Gründe waren teils fehlende Kompatibilität zur nach wie vor benötigten 3,5"-Diskette, hoher Preis oder zu später Markteintritt. Die Laufwerke mussten mit den parallel entwickelten beschreibbaren optischen Medien konkurrieren, mit deren Speicherkapazität sie nicht mithalten konnten. Mittlerweile sind sie hinsichtlich Speicherkapazität und Geschwindigkeit überholt.

### Aussterben der Diskette
Apple liefert seine Rechner bereits seit der Vorstellung des iMac im Jahre 1998 ohne Diskettenlaufwerk aus.
Auch IBM-kompatible PCs haben etwa seit 2004/2005 zunehmend keine eingebauten Diskettenlaufwerke mehr. Stattdessen kann man externe Diskettenlaufwerke an die USB-Schnittstelle anschließen, die jedoch bei Neugeräten nicht im Lieferumfang enthalten sind und oft auch das Lesen und Schreiben anderer als mit 1440 KiB formatierter HD-Disketten nicht unterstützen. Oft war der nötige Controller für Diskettenlaufwerke noch auf dem Mainboard vorhanden, so dass man dann nachträglich selbst ein Diskettenlaufwerk einbauen kann. Steckkarten-Controller sind schon seit den 1990er Jahren nicht mehr neu erhältlich, weil auf dem PCI-Bus und auch auf PCI Express die dafür notwendigen DMA-Signale des ISA-Bus fehlen. Die Diskettenlaufwerks-Controller auf neueren PC-Mainboards werden über den LPC-Bus an den Prozessor angebunden. LPC ist ein aus Softwaresicht ISA-kompatibler Bus, der aber mit weniger Leitungen auskommt und bei dem es keine Steckplätze gibt.
Seit 2002/2003, mit der Verfügbarkeit des ausreichend schnellen USB-2.0-Anschlusses, werden zunehmend USB-Sticks (Flash-Speicher), sowie andere externe USB- und FireWire-Massenspeicher wie Festplatten und DVDs als Datenträger verwendet. Die notwendigen Fähigkeiten für einen vollständigen Ersatz der Diskette auf dieser Basis, vor allem die Bootfähigkeit, waren jedoch erst einige Jahre später gegeben.
Für einige Zwecke sind jedoch Disketten noch nicht direkt ersetzbar. So müssen zum Beispiel Firmware-Updates einiger Geräte mit Disketten durchgeführt werden. Soweit CDs, DVDs oder USB-Sticks unterstützt werden, kann es sich anbieten, dennoch eine Diskette zu verwenden, denn das Erstellen einer virtuellen Bootdiskette auf diesen neuen Medien ist immer noch nicht trivial.
Bei den USB-Sticks gibt es einige Modelle, deren Speicherbereich zweigeteilt ist: Der erste Speicherbereich entspricht in Organisation und Kapazität einer 3,5″-HD-Diskette, die mit dem Dateisystem FAT12 formatiert ist (1440 KiB, 80 Spuren mit 18 Sektoren je Spur und 512 Byte je Sektor). Dieser Bereich ist somit direkt als virtuelle Bootdiskette nutzbar. Der zweite, wesentlich größere Speicherbereich ist wie bei allen anderen USB-Sticks als sog. Wechselplatte organisiert.

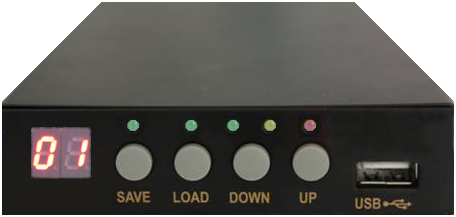
Diskettenemulator mit Anschluss für USB-Speicher (rechts)

Für ältere Synthesizer und programmgesteuerte Maschinen gibt es hardwarekompatible Diskettenemulatoren in üblicher 3,5″-Laufwerksgröße mit einem frontseitigen Anschluss für Speicherkarten oder USB-Speichersticks. Auf diesen können dann bis zu 100 Diskettenabbilder der Formate 720 KiB, 1200 KiB oder 1440 KiB gespeichert werden. Über Tasten und eine zweistellige Anzeige am Emulator kann dann eine der virtuellen Disketten ausgewählt werden. Zur Verwaltung des Inhalts auf einem Desktopcomputer kann entweder ein ebensolcher Emulator angeschlossen werden, oder man beschreibt das Speichermedium direkt, wobei mittels Software die virtuellen Disketten verwaltet werden können. Speziellere Systeme können auch 8″-Disketten oder 3,5″-Sonderformate emulieren und mit CF-Karte oder über ein Netzwerk arbeiten.

## Beispiele für Anwendungsfälle neueren Datums
- 8-Zoll-Disketten wurden laut CBS 2014 noch in Großrechnern von US-amerikanischen Atomwaffenlagern zum Datenaustausch verwendet.[16] Im Jahr 2019 wurde damit begonnen, dieses Verfahren auf SSD-Datenträger umzustellen.[17]
- Die New York Times berichtete 2013, dass das Federal Register, das Amtsblatt der US-Regierung, Daten teilweise noch per 3,5-Zoll-Disketten übermittelt. USB-Sticks sind nicht erlaubt und gesicherte Internetverbindungen aufwändiger.[18]
- Verschiedene Musikverlage veröffentlichen einzelne Labels auch auf 3,5-Zoll-Disketten. Das größte Label auf dem Gebiet ist Floppy Noise Records aus der Ukraine, das als Sub-Label von Depressive Illusions Records nur auf 3,5-Zoll-Diskette veröffentlicht.[19]
- Die Informationen über Sitzplatzreservierungen in Zügen der Deutschen Bahn wurden noch im Jahr 2015 per Diskette in die Züge übermittelt.[20][21]
- Weitere Beispiele sind die Steuerung von industriellen Geräten wie Web- und Nähmaschinen, die während den 1990er Jahren hergestellt wurden. Die Maschinen wurden für eine Einsatzdauer von mehreren Jahrzehnten konstruiert. Für die Betriebe ist es oft günstiger, Disketten und Diskettenlaufwerke in Betrieb zu halten, als die Maschinen für Netzwerkanschlüsse auszurüsten.
- Kritische Software-Updates in Boeing-747-Flugzeugen wurden auch 2020 noch per Diskette eingespielt.[22]
- In Japan waren im Jahr 2022 noch mehr als 2.000 Rechtsnormen in Kraft, die für Behörden und Behördengänge die Verwendung von Disketten vorschrieben.[23]

## Speichern-Symbol
Lange nach dem Verschwinden von Diskettenlaufwerken in den meisten modernen PCs ist die Diskette, meist als 3,5-Zoll-Diskette, weiterhin auf fast allen Betriebssystemen und vielen Anwendungsprogrammen als Symbol, englisch Icon, für das Speichern von Dateien zu finden. Dadurch, dass jüngere Menschen oft die Zeit der Diskettenlaufwerke auf Computern nicht erlebt haben, kennen sie Disketten teilweise nur als das Speichern-Symbol in Menüs und Symbolleisten. Zusammen mit dem Aufkommen von 3D-Druckern hat sich daraus der Witz entwickelt, in dem der Vater eine Diskette in der Hand hält und der Sohn das sinngemäß mit den Worten kommentiert: „Cool, du hast das Speichern-Symbol ausgedruckt!“
Obwohl es bereits in den 2000er Jahren immer wieder Versuche gab, die Diskette als das Speichern-Symbol durch etwas Moderneres abzulösen, findet sie sich auch 2022 noch z. B. in Microsoft Office.